# Sauber
Ne pas confondre avec BMW Sauber F1 Team, écurie de Formule 1 engagée de 2006 à 2010.
Sauber AG, également engagée sous les dénominations PP Sauber ou Sauber F1 Team, est une écurie de course automobile fondée par Peter Sauber et basée à Hinwil en Suisse. Après de multiples succès en Championnat du monde des voitures de sport (26 victoires et double champion en 1989 et 1990), l'écurie participe au championnat du monde de Formule 1 de 1993 à 2005.
En 2006, l'équipe est rachetée par le constructeur BMW qui, sur ses bases, fonde BMW Sauber F1 Team. En 70 courses, de 2006 à 2009, BMW Sauber F1 Team obtient une pole position, remporte une victoire, réalise deux meilleurs tours en course, monte à dix-sept reprises sur le podium et inscrit 308 points.
En 2010 BMW met l'écurie en vente ; faute de repreneur, Peter Sauber rachète son ancienne équipe pour éviter sa liquidation. Pour des raisons financières, le nom BMW Sauber F1 Team est conservé pour son engagement en championnat du monde de Formule 1. En 2011, Peter Sauber obtient l'autorisation de reprendre la dénomination Sauber F1 Team en championnat du monde.
De 2019 à 2023, l'écurie s'engage sous les noms Alfa Romeo Racing puis Alfa Romeo F1 Team. En 2023, Audi prend le contrôle de la structure engagée sous les noms commerciaux Stake F1 Team ou Kick Sauber F1 (selon les courses) pour les saisons 2024 et 2025.

## Historique

### Sauber aux 24 heures du Mans et en Sport-Prototypes

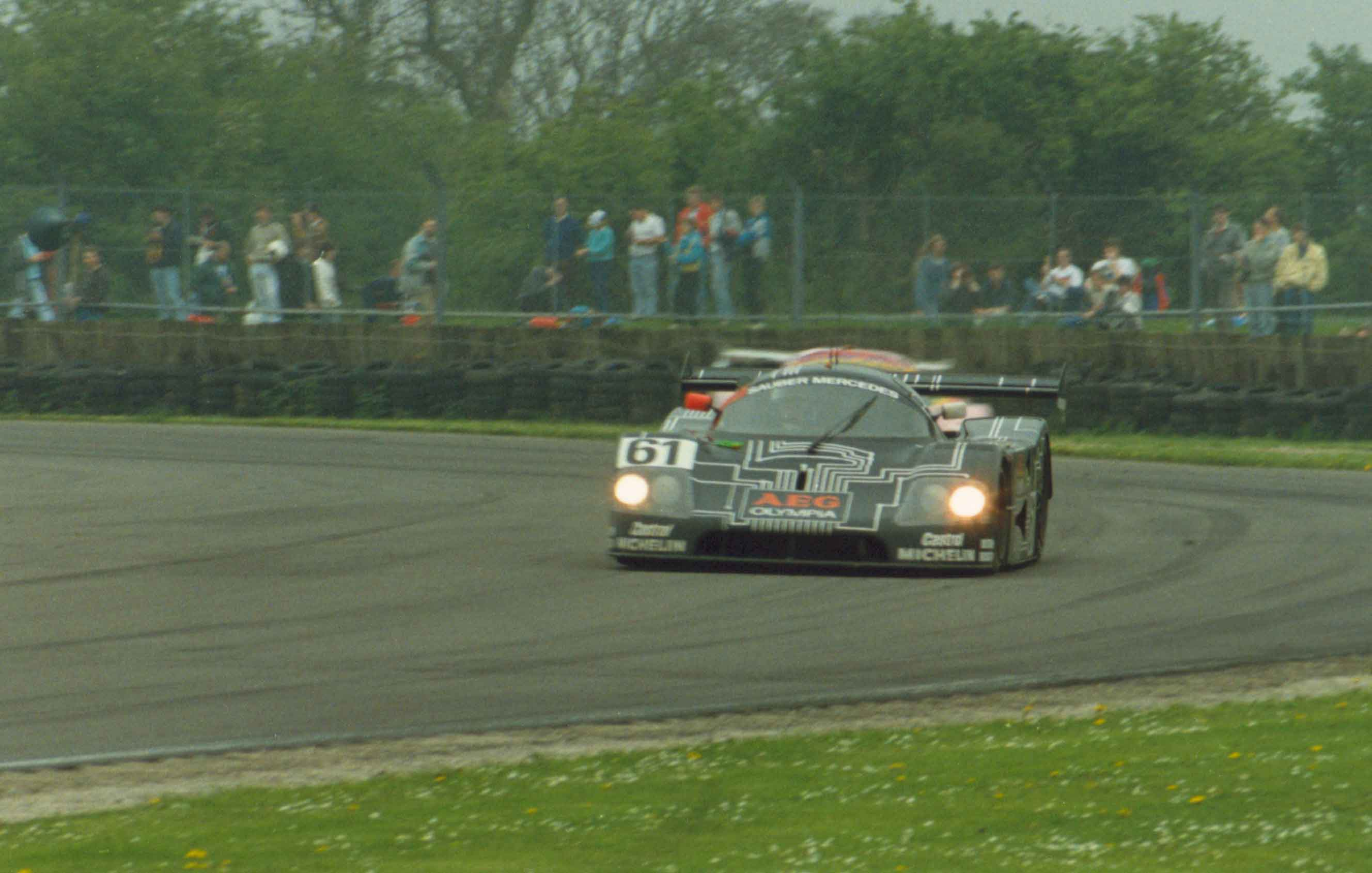
Sauber C9 engagée aux 1000 km de Silverstone le 10 mai 1987.

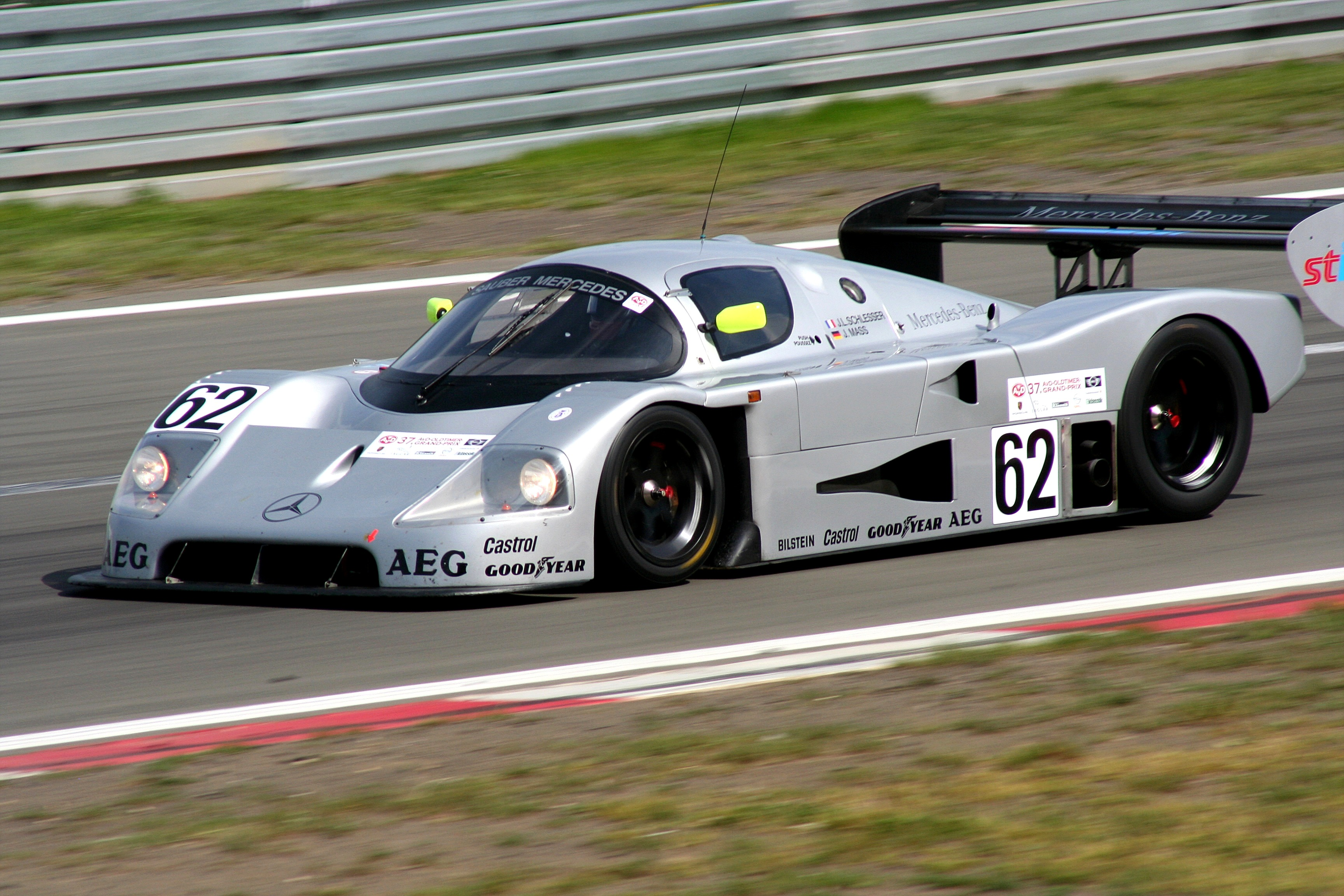
Sauber Mercedes C9 de 1988.

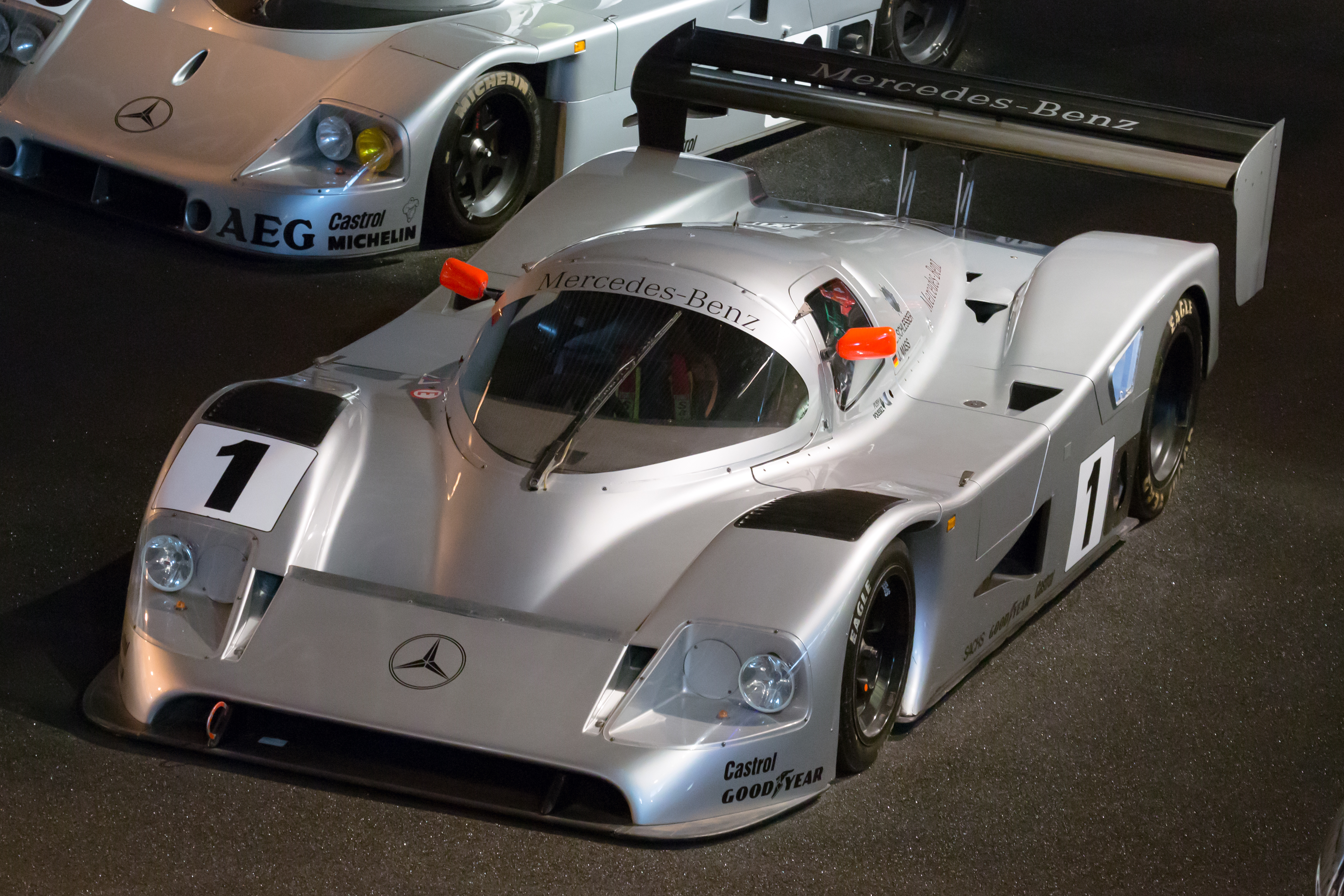
Sauber C11, championne de Groupe C en 1990.

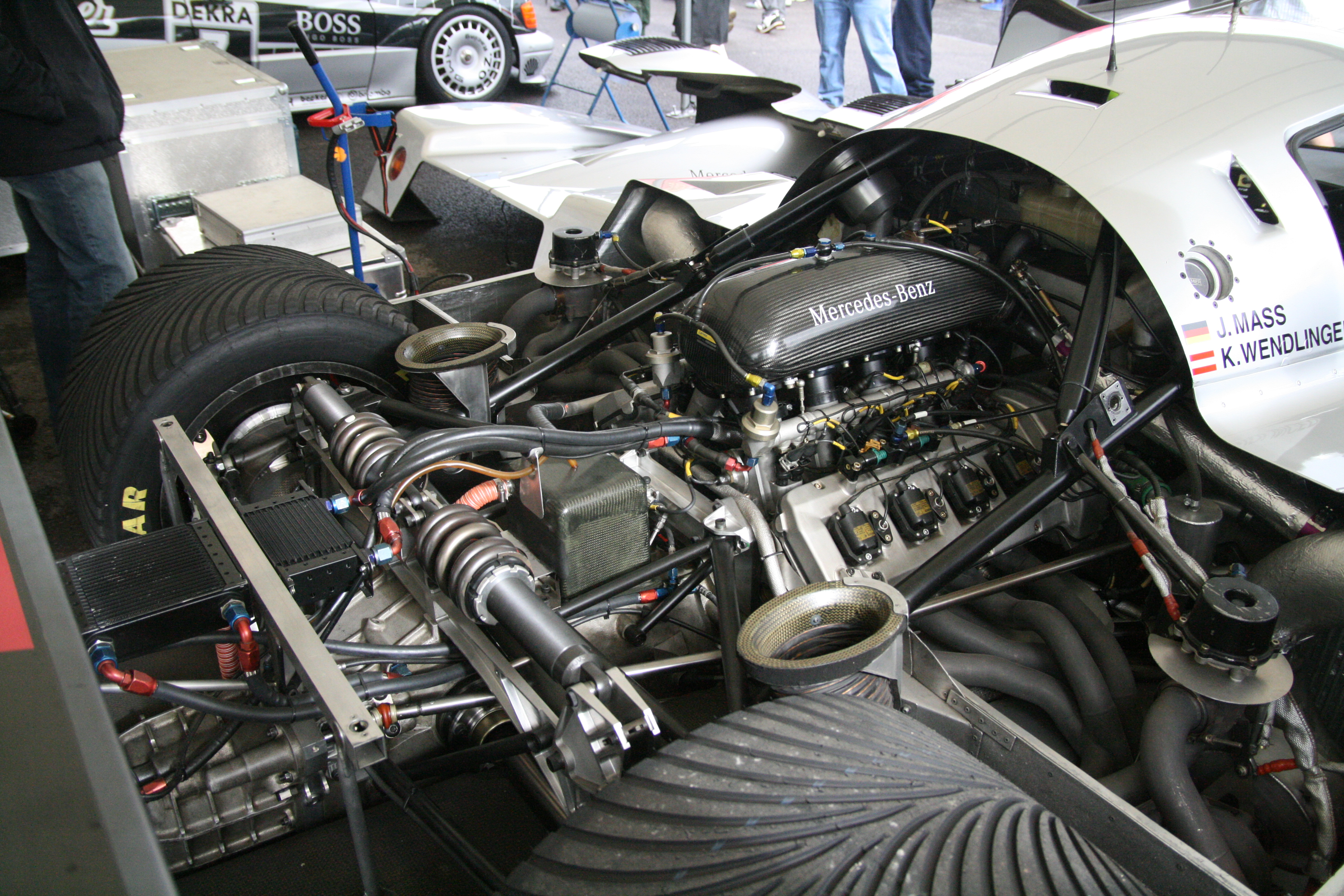
Le moteur Mercedes-Benz M119 de la Sauber C11.

L'écurie Sauber, nommée à ses débuts Sauber AG, est fondée par le Suisse Peter Sauber, ancien pilote sur Volkswagen Coccinelle, en 1970. Sauber construit ses propres voitures de course et dès 1977, dispute les 24 Heures du Mans. Pour sa première participation, l'équipe P.P.Sauber AG-Fancy Racing, qui engage une Sauber C5-BMW 2 litres, abandonne après quinze heures de course au 161e tour sur fuite d'huile. L'année suivante l'équipe, qui engage la même voiture menée par un trio de pilotes suisses (Surer-Strähl-Blumer), abandonne au 257e tour, à deux longueurs du dix-septième et dernier équipage classé.
L'écurie ne fait son retour au Mans qu'en 1981 avec Marc Surer et une BMW M1 qui abandonne au 207e tour. En 1982, la Sauber SHS C6 est confiée au BASF Team GS Sport où figure notamment pilote le Suisse Walter Brun qui, comme Peter Sauber, engagera plus tard son écurie, Eurobrun Racing, en Formule 1. La première voiture abandonne au bout de 5 heures à la suite d'une défaillance du démarreur et la seconde, pilotée par Jean-Louis Schlesser et Hans-Joachim Stuck, ne concrétise pas sa belle qualification en septième position en abandonnant au bout de soixante-seize tours à la suite d'une rupture du support moteur. Il faut attendre l'édition 1983 des 24 Heures du Mans, pour qu'une Sauber C7-BMW de Groupe C soit enfin classée, à la neuvième place du classement général avec 4 606 kilomètres parcourus.
En 1985, Peter Sauber quitte BMW et entame un partenariat avec Mercedes Benz. L'écurie rate le coche au Mans en 1985 lorsque la C8-Mercedes turbo V8 5 litres ne prend pas le départ de la course : John Nielsen a connu aux essais une frayeur énorme en réalisant un looping au passage de la bosse des Hunaudières. Chance inouïe pour son pilote, après sa cabriole, sa voiture s'est reposée sur ses quatre roues mais Peter Sauber décide sagement de ne pas engager la voiture pour la course. L'écurie privée de Roland Bassaler classe, à titre de consolation, sa Sauber SHS C6 à la vingt-troisième place finale avec 3 649 km parcourus.
Pour l'édition 1986, l'équipe s'engage sous le nom de son sponsor, Kouros, et confie les Sauber C8-Mercedes aux équipages Mike Thackwell-John Nielsen et Henri Pescarolo-Dieter Quester-Christian Danner qui doivent renoncer dès le début de la course (au bout de 5 et 7 heures de course). La collaboration avec Kouros, Pescarolo, Thackwell est prolongée en 1987 mais, à nouveau, la nouvelle C9 abandonne au premier tiers de la course sur accident. En 1988, la C9 confiée à Mauro Baldi, James Weaver et Mass ne prend pas le départ à la suite de l'accident aux essais de l'autre voiture (Klaus Niedzwiedz, Jochen Mass, Kenny Acheson).
Après quatre ans avec Mercedes et des résultats en demi-teinte, la période faste se profile à partir de 1989. Sauber-Mercedes réalise un doublé aux 24 Heures du Mans avec Mass-Reuter-Dickens devant Baldi-Acheson-Brancatelli au volant de la Sauber C9. À la fin de la saison, Sauber décroche les titres pilote et écurie du championnat du monde de Groupe C. En 1990, dernière année du championnat du monde, les C11 permettent à l'écurie suisse de conserver ses deux titres. Les Groupes C étant remplacées en 1991 par les Voitures de Sport, Peter Sauber envisage de changer de catégorie et franchir le pas vers la Formule 1 avec Mercedes dès 1991 mais Mercedes souhaite plus de réflexion avant de s'engager. En 1991, l'écurie repart pour une dernière saison en Sport, saison de transition puisque la décision est prise par Sauber : avec ou sans Mercedes, l'avenir de l'équipe est dans la catégorie-reine. La C11, pilotée notamment par Michael Schumacher et Karl Wendlinger, fait un détour par Le Mans et termine cinquième de l'édition 1991.
En 1992, après vingt-six victoires en Sport, remportées notamment grâce à la présence de talentueux jeunes espoirs du sport automobile tels que Heinz-Harald Frentzen, Karl Wendlinger ou Michael Schumacher, l'écurie Sauber renonce à tout engagement sportif pour se consacrer à la mise en œuvre de son programme en Formule 1. Après avoir porté au plus haut Mercedes en Sport pendant sept saisons, l'officine suisse a sa place sur une grille de départ de Formule 1 même si son personnel n'a qu'une expérience minime de la discipline.
La C12, conçue par Harvey Postlethwaite et Leo Ress est testée pendant toute l'année. Elle est mûe par un Ilmor V10 de 3 500 cm3 développant 710 ch à 13 300 tours par minute. Au cours de l'hiver, la livrée noir mat de la monoplace s'orne d'un logo "Concept by Mercedes" sur le côté du capot moteur : Mercedes vient de décider d'apporter un soutien, pour l'instant simplement financier, à son ancien partenaire.

### 1993: Les débuts en Formule 1
Le soutien de Mercedes acquis, Peter Sauber peut se consacrer au recrutement de ses pilotes. Karl Wendlinger, ex-March Engineering mais surtout pilote Sauber en Sport est évidemment de l'aventure car Mercedes le suivait et le soutenait depuis ses débuts en sport automobile. Il est épaulé par Jyrki Järvilehto, pilote finlandais qui a déjà disputé trente-huit Grands Prix et inscrit quatre points au sein d'Onyx, Monteverdi et Scuderia Italia. Il débarque dans l'écurie suisse grâce à l'ancien ingénieur de piste d'Alain Prost au sein de Ferrari, Luigi Mazzola, qui travaillait régulièrement avec Lehto lorsqu'il était pilote d'essai de la Scuderia. Mazzola, une fois engagé chez Sauber, a chaudement recommandé le premier pilote finlandais en Formule 1 depuis Keke Rosberg.
Dès le premier Grand Prix de la saison, à Kyalami, les deux monoplaces se qualifient en haut de classement, Lehto sixième et Wendlinger dixième. La course permet à l'écurie de réaliser un petit exploit, inscrire ses premiers points pour sa première participation grâce à Lehto, cinquième à l'arrivée. Les épreuves suivantes se révèlent beaucoup moins satisfaisantes puisque bien que les pilotes se qualifient régulièrement dans la première moitié de la grille, ils ne recueillent que rarement le drapeau à damiers.
À Saint-Marin, malgré une nouvelle casse moteur, Lehto décroche la quatrième place. Il ne marquera plus de points par la suite mais est relayé par Wendlinger qui inscrit son premier point au Canada qu'il termine à la sixième place. Il récidive en Hongrie avant de se classer quatrième à Monza puis cinquième au Portugal. Le bilan de la saison est contrasté : les douze points acquis permettent à l'équipe de pointer à la sixième place au championnat constructeur mais le manque de développement de la monoplace en cours de saison a valu à l'équipe de subir quinze abandons pour cause mécanique et de se faire dépasser au classement par Ligier et Lotus.

### 1994: Une saison avec Mercedes

Logo de Sauber.

Pour leur seconde saison en Formule 1, les Sauber ne cachent plus leurs accointances avec Mercedes. Le moteur Ilmor est officiellement rebadgé Mercedes et le logo "Concept by Mercedes" remplacé par "Powered by Mercedes". La nouvelle C13 est désormais conçue par André de Cortanze, ex-Peugeot, et Leo Ress et mûe par un Mercedes-Benz F0 110. En effet, courant 1993, le constructeur allemand a racheté 10 % d'Ilmor. Le V10 à 75° de 2 997 cm3, qui répond à la nouvelle réglementation en matière de cylindrée maximale, est le plus léger du plateau avec 123 kg et développe 690 ch à 15 600 tours par minute. En début de saison, la monoplace est encore équipée d'une boîte de vitesses XTrac semi-automatique en position longitudinale, disposition encombrante et démodée remplacée plus tard par une boîte transversale.
Si Wendlinger reste au sein de l'écurie, Lehto est recruté par Benetton Formula et remplacé par un autre membre du Junior Team Mercedes, Heinz-Harald Frentzen qui courait depuis deux saisons en Formula Nippon. Le Grand Prix inaugural du Brésil voit les C13 qualifiées en cinquième et septième position, Karl Wendlinger tirant parti de sa belle place sur la grille pour se classer à la sixième place finale. Lors de l'épreuve suivante, au Grand Prix du Pacifique, Frentzen inscrit ses premiers points en Formule 1 en se classant cinquième. L'épreuve de Saint-Marin permet à Wendlinger d'égaler la performance de la saison précédente puisqu'il décroche la quatrième place.
L'élan se brise à partir du Grand Prix de Monaco où toutes les écuries redoutent les conséquences que pourrait engendrer une sortie de piste ou un accrochage après les tragédies d'Imola. Le pire se produit lors des essais où Wendlinger, à la sortie du tunnel où la chicane requiert une grosse décélération, s'encastre dans le rail de sécurité à plus de 270 km/h. Sous perfusion au bord de la piste son état est jugé critique et il est évacué à l'hôpital de Monaco où il plonge dans un coma qui durera trois semaines. Peter Sauber décide de ne pas participer à l'épreuve et recrute Andrea De Cesaris, quatrième à Monaco sur Jordan-Hart où il effectuait une pige en remplacement d'Eddie Irvine suspendu, pour pallier l'absence de Wendlinger.
Les Sauber reprennent temporairement pied au Grand Prix de France où Frentzen est quatrième, et de Cesaris sixième, avant de subir onze abandons consécutifs. Ce n'est qu'au Grand prix d'Europe, ante-pénultième de la saison que Frentzen décroche le point de la sixième place. Peter Sauber annonce que Karl Wendlinger est remis et peut participer au Grand Prix du Japon. De Cesaris quitte alors Sauber avant que Wendlinger, en manque de condition physique, n'annonce son forfait. Ne parvenant pas à contacter l'Italien, Peter Sauber rappelle JJ Lehto, licencié par Flavio Briatore après six courses chez Benetton pour manque de résultat, afin de disputer les deux dernières épreuves. Frentzen décroche à nouveau la sixième place au Japon et avec douze points, autant qu'en 1993, Sauber termine à la huitième place du championnat du monde des constructeurs.

### 1995-1996: Les années Ford

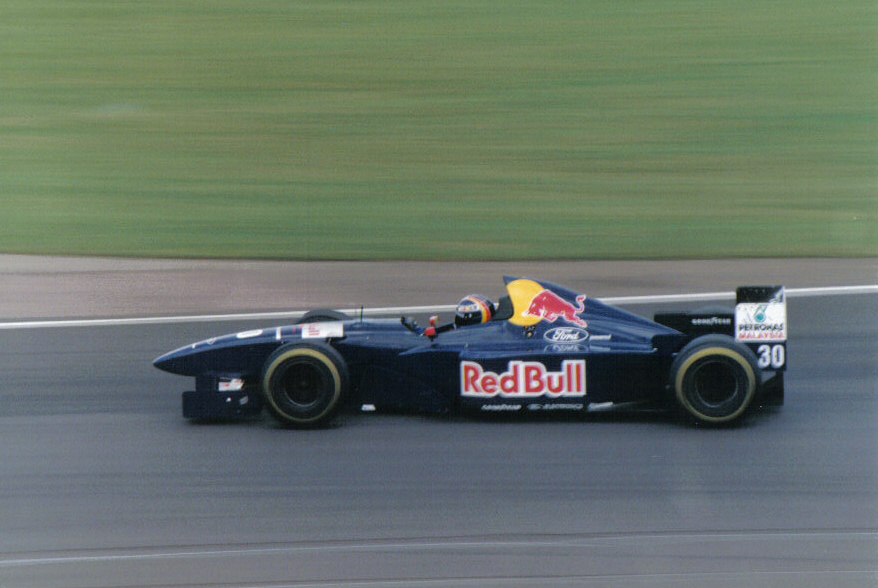
Heinz-Harald Frentzen sur la C14 au Grand Prix de Grande-Bretagne 1995.

Fin 1994, Mercedes signe un contrat de partenariat avec McLaren Racing qui vient de se séparer de Peugeot après seulement une saison de collaboration, malgré quarante-deux points inscrits et huit podiums. La firme allemande ne souhaitant pas équiper deux écuries, Sauber perd son principal bailleur de fonds et son motoriste. Pour 1995, Peter Sauber rebondit habilement en négociant avec Ford la fourniture du bloc Ford Zetec R-EC, moteur dérivé du bloc champion du monde 1994 avec Michael Schumacher et Benetton. Le Ford V8 de 3 497 cm3 à 75° développe 630 ch à 14 000 tours par minute.
La nouvelle Sauber C14 peut être considérée comme la première véritable Sauber de Formule 1. Sa coque en carbone est en effet pour la première fois cuite dans le four autoclave d'Hinwill et sa conception est due à Leo Ress et André de Cortanze alors que les C12 et C13 n'étaient que des extrapolations du modèle conçu par Postlewaithe qui avait quitté l'équipe avant même le premier Grand Prix de sa création. La monoplace suisse se distingue des autres par ses hautes protections de part et d'autre du cockpit afin de retenir la tête du pilote en cas de choc. Cette architecture du cockpit, à relier directement à l'accident de Wendlinger, sera rendue obligatoire par la FIA en 1996.
Karl Wendlinger, enfin remis après six heures de rééducation par jour depuis sa sortie du coma, retrouve son volant tandis que Frentzen repousse une offre de Ron Dennis pour rester fidèle à Sauber qui l'avait sorti de son exil japonais. Le début de saison se solde par un double abandon au Brésil sur problème électrique mais, par la suite, les pilotes glanent toute une série de petits points au fil de la saison. Ainsi, Frentzen se classe cinquième en Argentine, sixième à Imola, Monaco, Silverstone, cinquième en Hongrie, quatrième en Belgique avant de décrocher son premier podium à Monza. Il marque une dernière fois lors de l'épreuve portugaise où il obtient la sixième place.
Le bilan est nettement moins bon pour Wendlinger qui n'a plus les aptitudes requises pour la Formule 1. Il est temporairement remplacé par Jean-Christophe Boullion après quatre courses (trois abandons et une treizième place pour meilleure performance). Le Français inscrit deux points au Grand Prix d'Allemagne et un autre en Italie. Wendlinger reprend son poste pour les deux dernières courses, sans plus de réussite qu'auparavant. L'écurie, avec dix-huit points et un podium, se classe à la septième place du championnat des constructeurs. L'avenir est moins radieux en coulisses puisque Ford annonce son intention de motoriser la future écurie Stewart Grand Prix à l'horizon 1997 et refuse de prolonger son contrat avec Sauber au-delà de 1996.
La C15 de 1996 est dessinée par Leo Ress et reçoit un moteur Ford-Cosworth de conception totalement inédite puisqu'il s'agit du premier V10 du manufacturier, fidèle au V8 depuis son entrée en Formule 1 en 1967. Cosworth a compris que l'architecture V10 est le meilleur compromis possible dans le cadre de la nouvelle réglementation technique limitant la cylindrée à 3 litres : le bloc de 2 998 cm3 développe en effet 790 ch à 16 200 tours par minute. La C15 est très soignée aérodynamiquement mais ne dispose pas d'une direction assistée. Peter Sauber, pour payer son nouveau moteur, a décroché un double partenariat d'importance avec Red Bull, firme autrichienne spécialisée dans les boissons énergisantes et Petronas entreprise publique malaisienne qui possède le monopole de l'exploration, du développement et de la production de toutes les ressources pétrolière en Malaisie.
Les monoplaces sont confiées au fidèle Frentzen alors que Karl Wendlinger quitte le monde de la Formule 1 et est remplacé par le trentenaire anglais Johnny Herbert. Herbert avec quatre-vingts Grands Prix au compteur (deux victoires avec Benetton la saison précédente et 63 points inscrits) s'annonce comme un renfort de poids pour la jeune équipe. Le début de saison est catastrophique puisque qu'aucune monoplace ne récolte le moindre point en cinq épreuves (les pilotes ne reçoivent le drapeau à damiers qu'à trois reprises). Si la mécanique est responsable de quatre abandons, les pilotes ne sont pas pour autant exempts de reproches.
L'embellie a lieu à Monaco où, malgré des qualifications en milieu de grille, les deux pilotes inscrivent de gros points, Herbert finissant sur le podium devant Frentzen quatrième. Les conditions météorologiques dantesques de l'épreuve (trois pilotes seulement bouclent les deux heures maximales de course) ont aidé les pilotes Sauber, à l'aise sous la pluie. L'Allemand récidive au Grand Prix suivant en Espagne mais la suite la suite de la saison sera du même niveau que l'entame de l'année, les abandons succédant aux abandons, le V10 Cosworth souffrant de nombreux problèmes de jeunesse.
En fin d'année, Frentzen échoue à la porte des points lors du Grand Prix du Portugal, imitant Herbert septième au Canada, avant de décrocher enfin un nouveau point pour le Grand Prix de clôture au Japon. 1996 est la plus mauvaise année pour l'équipe suisse qui ne marque que onze points en trois occasions seulement. Au championnat du monde des constructeurs, Sauber conserve toutefois sa septième place.
Ford confirme la non-reconduction du contrat de fourniture moteur, Stewart Grand Prix devenant le seul partenaire du motoriste anglo-américain. Après avoir essuyé les plâtres du moteur Ilmor-Mercedes pour laisser McLaren récolter les fruits de son labeur, Sauber se retrouve dans la même situation deux ans plus tard. Peter Sauber recherche alors un nouveau fournisseur moteur et noue des contacts avec Ferrari, le problème principal restant le financement de ce bloc Ferrari-client.

### 1997: Petronas au secours de Sauber

Nouveau logo de l'écurie à la suite du partenariat avec Petronas.

Sauber adopte pour la saison 1997 un moteur Ferrari-client. Les termes du contrat stipulent que le nom du constructeur italien ne figurera pas aux côtés de celui de Sauber, les rapports entre l'écurie de Maranello et son homologue suisse restant discrets et relativement distants (ce partenariat sera remis en cause à plusieurs reprises, notamment du fait du prix élevé des blocs italiens). Ainsi, on ne verra pas de monoplaces "Sauber-Ferrari", contrairement à ce qui se produira plus tard (Red Bull Racing-Ferrari ou encore Spyker F1 Team-Ferrari).
Les blocs sont donc badgés au nom du commanditaire historique de l'écurie suisse, Petronas. Le Petronas V10 SPE 01D est directement issu du moteur Ferrari 046/1 avec lequel Michael Schumacher a décroché trois victoires en 1996. D'une puissance maximale estimée à 760 ch à 14 500 tours par minute, il allie fiabilité et performances. La C16, à l'aérodynamique très travaillée au niveau du museau, du cockpit et du capot moteur est, comme ses devancières, conçue par Leo Ress et s'inscrit dans la droite ligne de la C15. Herbert est reconduit à son volant et épaulé par Nicola Larini, ancien pilote-essayeur chez Ferrari familier du V10 italien.
Pour son premier Grand Prix au sein de l'écurie suisse, en Australie, Larini décroche le point de la sixième place alors qu'Herbert, pourtant bien qualifié en septième position, abandonne à la suite d'un accrochage avec Jacques Villeneuve. Herbert doit attendre le troisième Grand Prix de l'année, en Argentine, pour ouvrir son compteur de points en échouant au pied du podium. À l'issue du Grand Prix de Monaco, Larini est débarqué à la suite d'un désaccord avec Peter Sauber et ne courra plus jamais en Formule 1. Il est remplacé par son compatriote Gianni Morbidelli, initialement engagé en Tourisme sur BMW. Morbidelli a toutefois déjà disputé soixante Grands Prix de Formule 1 (Scuderia Italia, Scuderia Minardi, Scuderia Ferrari, Arrows-Footwork Racing) et signé un podium.
Johnny Herbert inscrit deux nouveaux points en Espagne et récidive au Canada tandis que Morbidelli se casse un bras en essais et doit être remplacé à son tour. Norberto Fontana, troisième pilote Sauber, assure l'intérim pendant trois courses, se classant par deux fois à la neuvième place. En Hongrie, le retour de Morbidelli est éclipsé par la belle performance de Johnny Herbert qui, parti du milieu de grille, termine sur la troisième marche du podium. Il manque de récidiver lors de la course suivante à Spa mais doit se contenter de la quatrième place finale. Le pilote anglais inscrit son dernier point de la saison lors de l'épreuve japonaise où, Morbidelli, mal rétabli déclare forfait. Fontana reprend le volant pour l'ultime épreuve à Jerez de la Frontera mais termine à une anonyme quatorzième place. En championnat du monde, l'équipe termine à nouveau septième avec seize points, dont quinze inscrits par Johnny Herbert, logiquement reconduit pour la saison suivante. Le principal problème de Peter Sauber est désormais de trouver un second pilote du niveau d'Herbert afin se progresser au classement constructeur. L'écurie doit également concevoir une nouvelle C17 totalement inédite devant répondre au nouveau règlement technique mis en place pour 1998.

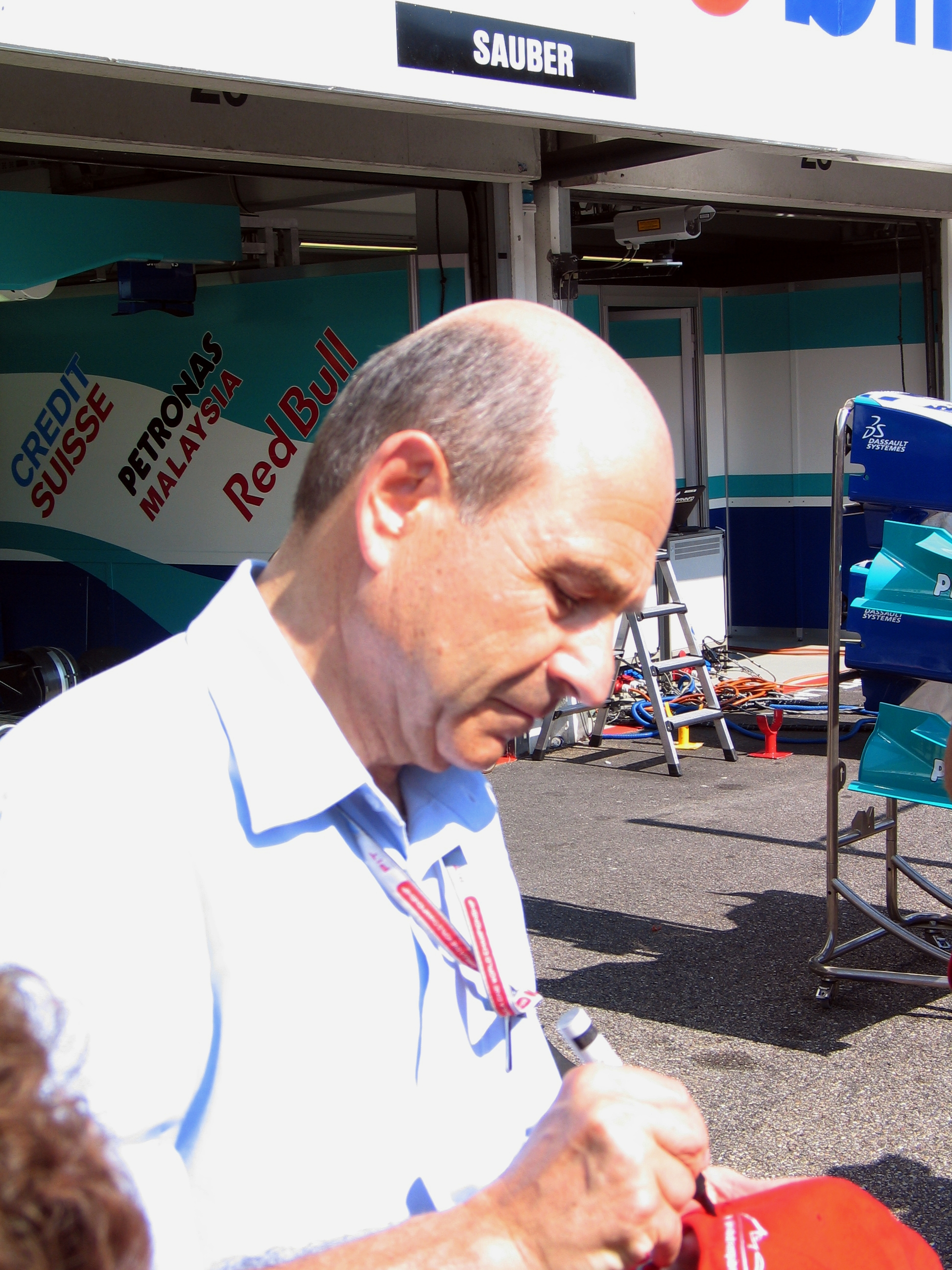
Peter Sauber, fondateur éponyme de l'écurie Sauber.

Si Max Welti, ancien directeur technique, est remplacé par Tim Preston (ex-Williams) et Andrew Tilley (ex-Jordan), Leo Ress est à nouveau chargé de concevoir la monoplace engagée au championnat du monde 1998. Il s'attache à dessiner une monoplace aérodynamiquement la plus proche possible de sa devancière tout en respectant les nouvelles dispositions du règlement technique. Les châssis C17 sont donc plus larges, plus hauts mais les voies avant et arrière sont réduites. Son poids est inférieur aux 600 kg règlementaires, pilote à bord, ce qui permet d'utiliser un lest afin d'adapter l'équilibre de la machine à chaque circuit, point crucial désormais puisque le nouveau règlement technique vise surtout à rendre les monoplaces moins stables en courbes et au freinage. La C17 est mûe par un Petronas SPE 01 D nouvelle spécification. Ce bloc à 10 cylindres en V à 75° de 2 997 cm3 développe 770 ch à 14 800 tours par minute. Il s'agit de l'ultime évolution du moteur Ferrari 046/2. Sa préparation est confiée à Osamu Goto, responsable du programme Sauber chez Ferrari, ancien responsable des moteurs Honda chez McLaren du temps du V6 turbo. Goto est parvenu à alléger légèrement le poids du moteur, à abaisser son centre de gravité de 10 mm, a adopté un nouveau vilebrequin et a retouché le système de lubrification. Le bloc est accouplé à une boîte de vitesses longitudinale à 6 rapports.
La C17 est confiée à Johnny Herbert et à un autre pilote de premier plan, Jean Alesi en provenance de Benetton. Le Français, qui possède une grande expérience de la discipline (135 Grands Prix, 225 points inscrits, une victoire, deux pole positions, quatre meilleurs tours en course), doit permettre à Sauber d'inscrire de gros points dans l'optique d'atteindre la cinquième ou la sixième place du championnat des constructeurs. Désormais l'équipe Sauber possède un solide duo de pilotes trentenaires (ils ont tous les deux le même âge, 33 ans, à 15 jours près) qui totalise 248 départs en Formule 1.
Les objectifs de début de saison ne vont être réalisés qu'en partie. Herbert inscrit un premier point lors de l'épreuve inaugurale en Australie et Alesi se classe cinquième en Argentine puis sixième à Imola. Il faut ensuite attendre neuf courses pour que les monoplaces retrouvent le chemin des points, Alesi décrochant le podium lors du Grand Prix de Belgique puis terminant cinquième en Italie. La déception est d'autant plus grande que les pilotes se sont classés à de nombreuses reprises à la porte des points, sept fois à la septième ou huitième place. Si Sauber décroche la sixième place du classement des constructeurs, elle n'a inscrit que dix points, en seulement cinq occasions. Johnny Herbert a complètement raté sa saison et Peter Sauber n'envisage pas de prolonger son contrat, ce d'autant moins que l'avenir financier de l'écurie n'est pas garanti, le patron suisse devant même ouvrir son capital pour pouvoir s'engager en championnat en 1999.

### 1999-2000: La période des difficultés

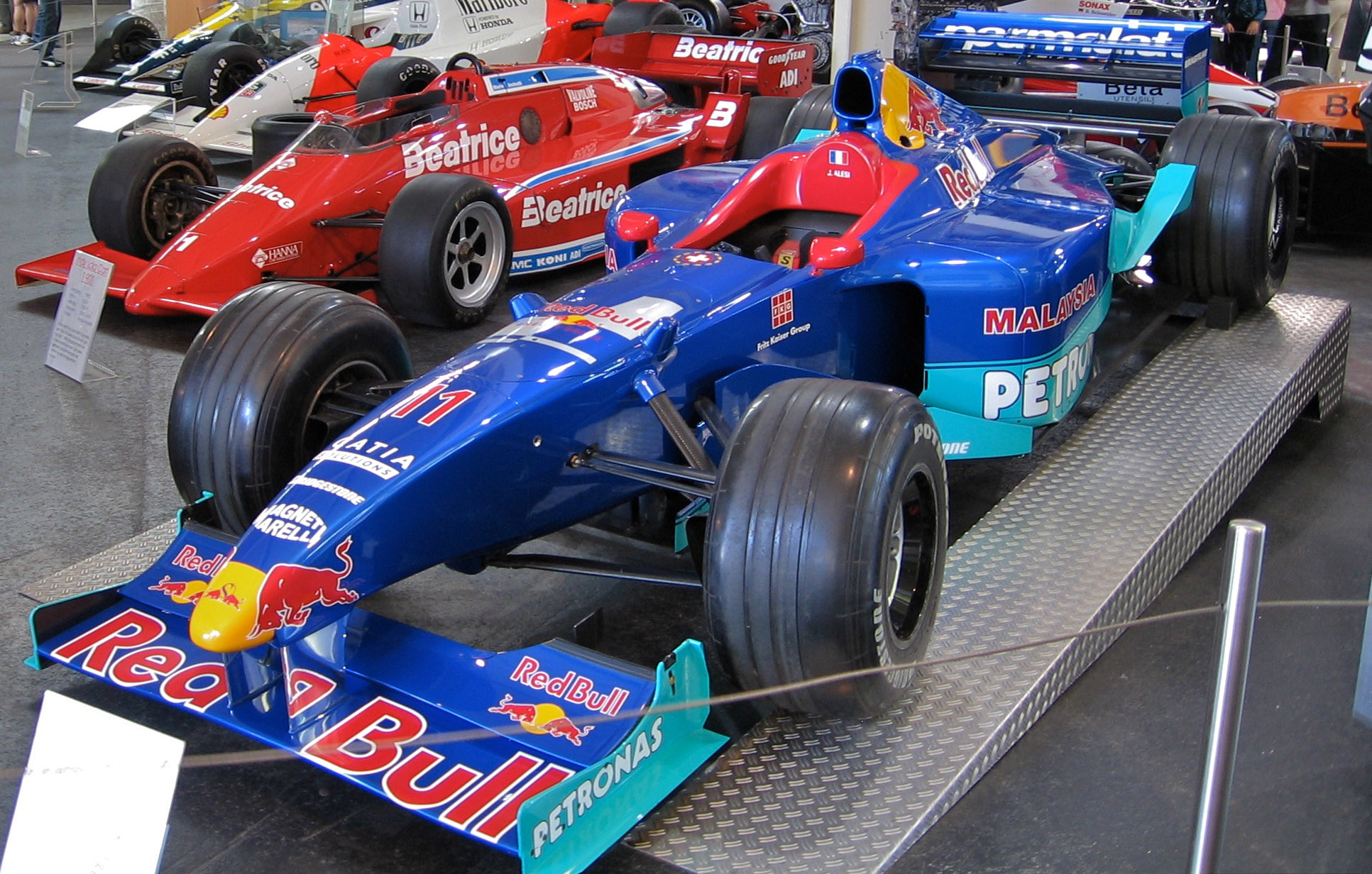
La Sauber C18 de Jean Alesi.

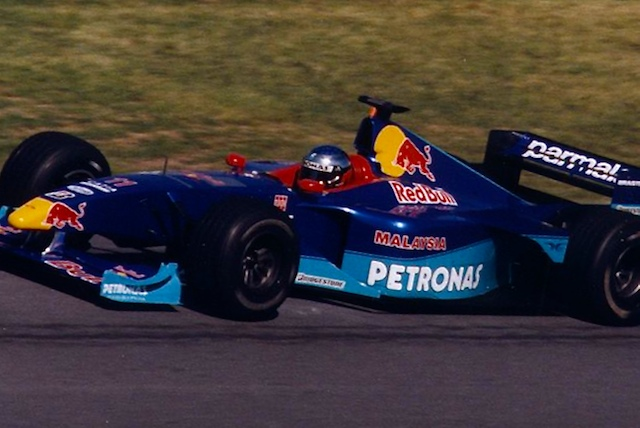
Jean Alesi sur Sauber C18 au Canada en 1999.

La saison 1999 s'annonce difficile pour l'équipe suisse : Sauber a dû vendre des parts de son entreprise et si Petronas prend toujours à sa charge la fourniture du bloc Ferrari, Red Bull n'est pas en mesure de soutenir Sauber autant que ne le font les grands manufacturiers de tabac qui supportent les top-teams. Peter Sauber n'a ni les moyens ni l'envie de retenir Johnny Herbert recruté par Stewart Grand Prix et, pour la première fois depuis ses débuts en Formule 1, doit faire appel à un pilote-payant. Le nouvel élu est Pedro Diniz, héritier du propriétaire de la chaîne de supermarchés et de la compagnie de distribution brésilienne CBD. Diniz a déjà pris le départ de soixante-six Grands Prix au sein des écuries Forti Corse, Ligier et Arrows. S'il manque encore de vitesse pure, le Brésilien est un metteur au point attentif et un bon finisseur.
La nouvelle C18 est, comme de coutume, dessinée par Leo Ress qui se contente de légèrement retoucher la C17 de la saison précédente. Un nouveau bloc fait son apparition, le Petronas SPE 03 A qui développe 790 ch à 16 500 tours par minute. Il s'agit d'une évolution du moteur Ferrari dans sa version Grand Prix d'Italie 1998.
Après deux doubles abandons en début de saison, Alesi inscrit un premier point au Grand Prix de Saint-Marin puis est imité par Diniz lors de la manche Canadienne. Celui-ci récidive en Grande-Bretagne puis en Autriche, Alesi ne marquant à nouveau qu'au Grand Prix de clôture au Japon. Les C18 ont abandonné à vingt-et-une reprises au cours de la saison, principalement à cause du manque de fiabilité de l'ensemble transmission-boîte de vitesses. Sauber avait envisagé d'utiliser une boîte de vitesses en provenance de Maranello mais celle-ci était trop complexe et onéreuse pour l'officine helvète. La nouvelle boîte à sept rapports conçue en interne a vite montré ses limites. Avec seulement cinq points récoltés en cinq occasions, l'année 1999 est la plus mauvaise de l'écurie qui ne pointe qu'au huitième rang du championnat constructeurs.
Pour 2000, Sauber fait le choix de renouveler son équipe technique afin d'éviter les déboires de l'année précédente. Willy Rampf fait son retour, Sergio Rinland, un ancien de chez Benetton, devient ingénieur en chef et Jacky Eeckelaert, transfuge de Prost Grand Prix, prend sous sa coupe l'équipe responsable des essais. Enrique Bernoldi est recruté en tant que troisième pilote tandis qu'Alesi, parti chez Prost, est remplacé par Mika Salo. Le Finlandais vient de réaliser en 1999 la meilleure saison de sa carrière alors qu'il était initialement sans volant. Après trois piges pour British American Racing où il remplaçait Ricardo Zonta blessé au pied lors des essais au Brésil, il remplace Michael Schumacher sur la Ferrari F399 à la suite de l'accident de l'Allemand à Silverstone. Ses deux podiums acquis en six courses ont tapé dans l'œil de Peter Sauber.
La monoplace conçue par le duo Leo Ress-Sergio Rinland reçoit un nouveau moteur dénommé Petronas SPE 04 A. Il s'agit d'un moteur Ferrari 049C type Italie 1999, supervisé par Osamu Goto, qui développe 805 ch à 16 500 tours par minute. Par rapport à la génération précédente, le moteur a perdu 10 kg, a un centre de gravité abaissé et peut utiliser des radiateurs de dimensions modestes, un atout pour la finesse aérodynamique de la carrosserie.
L'année débute bien mal avec un abandon pour Diniz et la disqualification pour aileron non conforme de Salo au Grand Prix d'Australie puis le forfait au Brésil. Salo inscrit un point à Imola puis deux à Monaco. Il faut attendre l'Autriche pour que le Finlandais décroche le point de la sixième place. Il inscrit les deux derniers points de la saison lors de la course suivante en Allemagne. Diniz n'a pas inscrit un seul point et l'équipe termine à nouveau à la huitième place du championnat. Avec onze points récoltés en deux ans alors que la moyenne était de treize points par saison de 1993 à 1997, Sauber est réellement en perte de vitesse.

### 2001: Le renouveau de l'écurie grâce aux jeunes pilotes
Pour 2001, Sauber engage une profonde révolution de palais dans son écurie. Peter Sauber, en proie à des difficultés financières, négocie âprement un contrat de partenariat avec le Crédit suisse, prestataire mondial de services financiers dont le siège principal est à Zurich. Leo Ress est également déchargé de la conception de la nouvelle Sauber C20 conçue par Willy Rampf et Sergio Rinland. Ce dernier sera cependant limogé en début de saison et remplacé par Stephen Taylor débauché de chez McLaren. L'ingénieur belge Jacky Eeckelaert assure l'exploitation et l'évolution de la C20 en cours de saison.
La monoplace se distingue de sa devancière par un museau surélevé, des pontons plus volumineux et des flaps devant les roues arrière, comme sur les Ferrari. Le moteur Petronas 01A, issu du Ferrari 049C, développe 805 à 815 ch à 16 500 tours par minute. Il est annoncé pour 105 kg, ce qui est un de ses principaux atouts avec son centre de gravité abaissé. Les échappements de la C20 débouchent désormais sur le dessus du capot moteur et non plus dans le diffuseur arrière. Un énorme travail de recherche et développement aérodynamique durant 35 semaines dans la soufflerie d'Emmens en Suisse a été effectué et a conduit à allonger l'empattement de près de 3 cm.
Au niveau des pilotes, Peter Sauber donne un coup de pied dans la fourmilière. Seule la Scuderia Minardi fait de même, toutes les autres écuries préférant jouer la carte de la stabilité. Sauber joue la carte de la promotion des jeunes espoirs : Nick Heidfeld, un ancien du Junior Team Mclaren-Mercedes qui ne compte que dix-sept départs en Formule 1 au sein de Prost Grand Prix est le premier recruté mais la véritable surprise est l'engagement de la recrue Kimi Räikkönen, qui n'a disputé que vingt-trois courses en monoplace avant de se glisser dans le baquet d'une Formule 1. Le Finlandais a toutefois décroché le titre de champion d'Angleterre de Formule Renault avec sept victoires en dix courses et a également signé deux victoires en trois courses en Euroseries de Formule Renault. Dès ses premiers tours de roues au volant de la Sauber C20, au Mugello, il force l'admiration de Michael Schumacher présent pour des essais avec la Scuderia. La FIA reste sceptique et n'accorde à Räikkönen qu'une super-licence provisoire assujettie d'une période probatoire de quatre Grands Prix.
Le Finlandais démontre rapidement qu'il mérite sa super-licence en se classant sixième de son premier Grand Prix, en Australie, où il talonne son coéquipier qui termine au pied du podium. L'épreuve suivante se résume à un double abandon mais dès la troisième course de l'année, au Brésil, Heidfeld termine sur la troisième marche du podium, derrière David Coulthard et Schumacher. Les deux jeunes promus vont récolter des points tout au long de la saison. Heidfeld se classe ainsi sixième en Espagne, en France, en Grande-Bretagne, en Hongrie et aux États-Unis tandis que Räikkönen est quatrième en Autriche, au Canada et cinquième à Silverstone. Avec vingt-et-un points et un podium inscrits en neuf occasions, Sauber réussit sa meilleure année en Formule 1 et pointe à la quatrième place du championnat du monde derrière Ferrari, McLaren et Williams. Peter Sauber a réussi son pari, les C20 ont inscrit en une saison autant de points que les C19, C18 et C17 n'en ont marqué en trois ans.
En 2002, Sauber est courtisé par de nombreuses équipes qui souhaitent racheter le contrat de Kimi Räikkönen. Le Suisse négocie avec McLaren Racing qui récupère le jeune prodige contre sept semi-remorques Mercedes neufs. Peter Sauber tente un nouveau coup de poker en engageant un autre pilote d'à peine vingt ans, Felipe Massa. Le Brésilien sort d'une saison d'Euro F3000 qu'il a survolé en remportant quatre des six épreuves. Auparavant il avait décroché les titres de champion d'Europe et d'Italie de Formule Renault et était sacré champion du Brésil de Formule Chevrolet en 1999. Heidfeld, qui a inscrit douze points en 2001, est reconduit pour une seconde saison. La nouvelle C21 est à nouveau conçue par Willi Rampf qui s'est attaché à rigidifier sa structure et à peaufiner encore l'aérodynamique. Elle est propulsée par un Petronas 02A, issu du Ferrari 050 de la saison précédente qui développe 790 ch à 16 500 tours par minute.

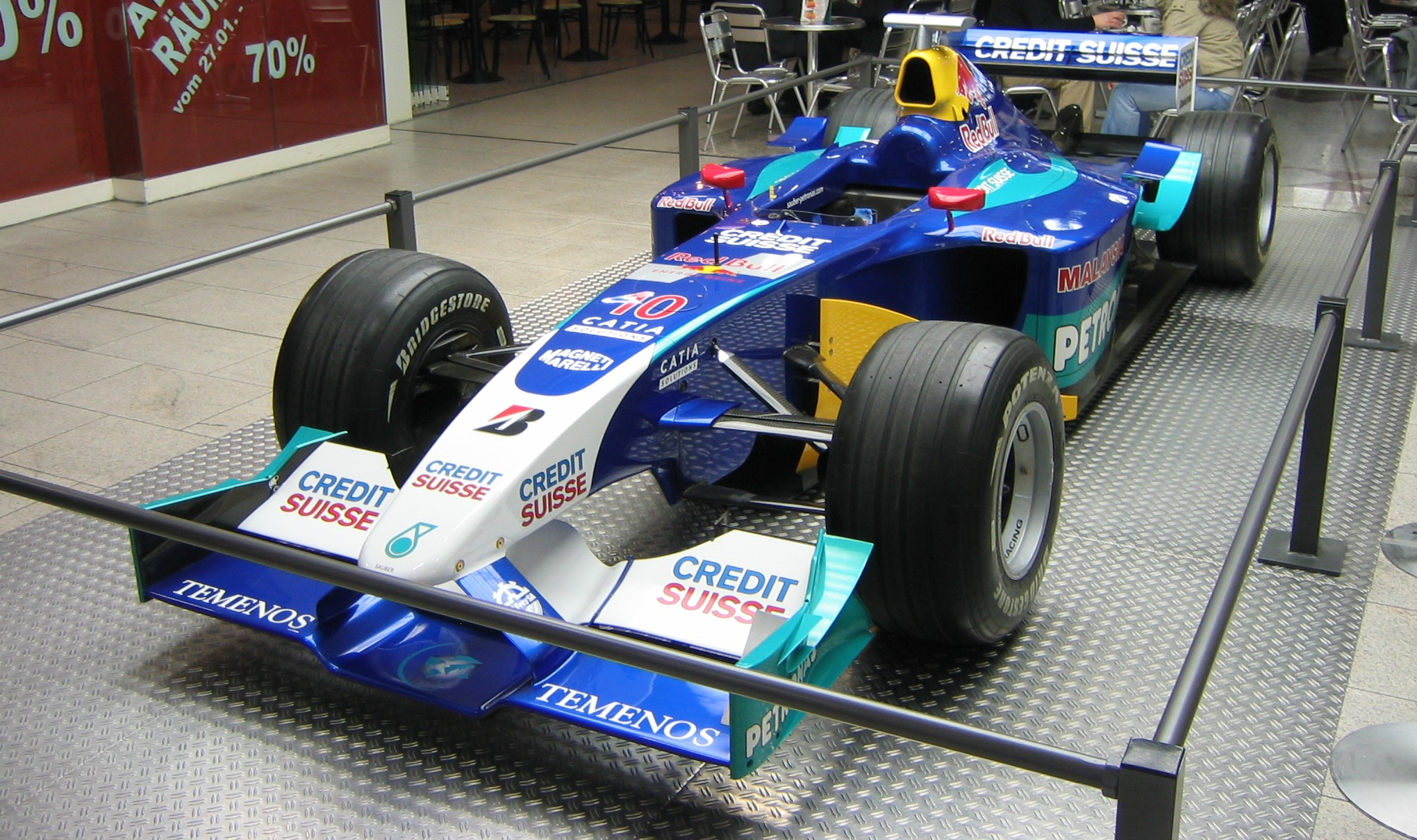
La C22 de la saison 2003.

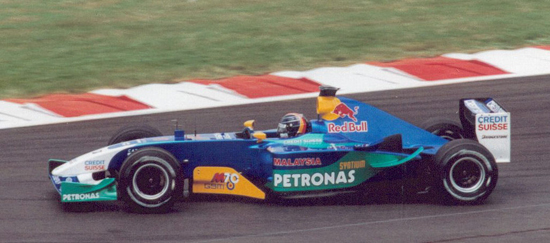
Frentzen sur C22 en 2003.

Après un double abandon lors du spectaculaire accident au premier virage de Ralf Schumacher, qui élimine huit pilotes lors du premier Grand Prix de l'année, les Sauber inscrivent leurs premiers points lors de la seconde épreuve, en Malaisie où Heidfeld est cinquième devant son coéquipier. Les pilotes inscrivent à nouveau des points de conserve en Espagne, Heidfeld quatrième devant Massa. Le Brésilien marque à nouveau un point en Europe tandis que l'Allemand termine sixième à Silverstone et lors de son Grand Prix national. Avec onze points et une cinquième place au championnat constructeur, le bilan est correct pour une équipe qui ne dispose toujours pas du soutien direct d'un grand constructeur. Faute de moyens financiers, Sauber ne réalise pas assez d'essais de développement pour que la monoplace progresse significativement tout au long de la saison. La frustration est d'autant plus grande que les pilotes ont décroché à cinq reprises la septième place finale. Felipe Massa n'a pas réussi à imiter Räikkönen, il s'est montré brouillon et en retrait par rapport à son équipier pendant la première mi-saison (trois accidents) et s'il était plutôt à son avantage en seconde partie de saison, il a peiné à concrétiser à cause du déclin des performances de sa monoplace face à la concurrence.
En 2003, Willy Rampf conçoit la C22, dans la droite ligne de ses devancières. Elle reçoit un nouveau bloc Petronas 03A, issu du Ferrari 051 de 2002 dont la puissance est portée à 855 ch à 18 600 tours par minute, soit un gain de plus de 50 chevaux. Felipe Massa, grâce au partenariat Sauber-Ferrari, quitte temporairement l'écurie suisse pour parfaire ses gammes en tant que pilote d'essai de la Scuderia Ferrari et est remplacé par Heinz-Harald Frentzen, de retour dans l'écurie de ses débuts après trois saisons chaotiques chez Jordan Grand Prix, Prost Grand Prix et Arrows. Son compatriote Heidfeld poursuit pour la troisième année consécutive son partenariat avec l'équipe suisse.
Frentzen démontre qu'il n'a rien perdu de son talent en inscrivant trois points lors du Grand Prix inaugural en Australie et se classe cinquième au Brésil. Le nouveau règlement sportif permet désormais aux huit premiers d'inscrire des points et Heidfeld en profite en Malaisie où il décroche le point de la huitième place. La suite de la saison est beaucoup plus difficile puisqu'aucun autre point n'est inscrit pendant quatre épreuves. Au Grand Prix d'Europe, Heidfeld se classe à nouveau huitième avant une nouvelle traversée du désert de cinq Grands Prix. L'avant-dernière épreuve, disputée aux États-Unis, permet à Frentzen de décrocher le podium tandis qu'Heidfeld se classe cinquième. Avec dix-neuf points, Sauber recule d'une place au championnat des constructeurs mais domine tout de même les équipes d'usine Jaguar Racing et Toyota F1 Team bien plus aisées financièrement.

### 2004: Une collaboration de plus en plus étroite avec Ferrari

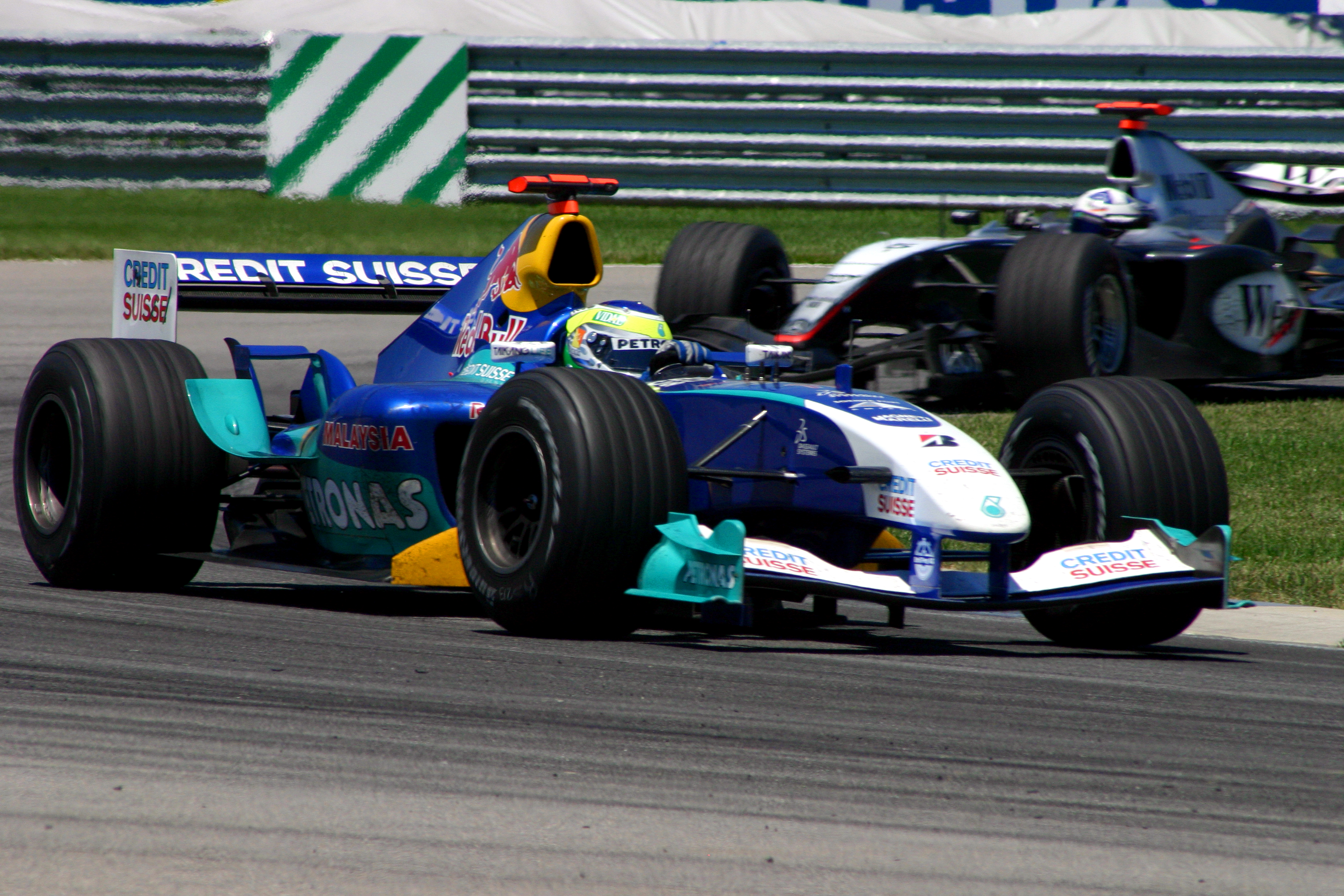
Giancarlo Fisichella sur C23 à Indianapolis en 2004.

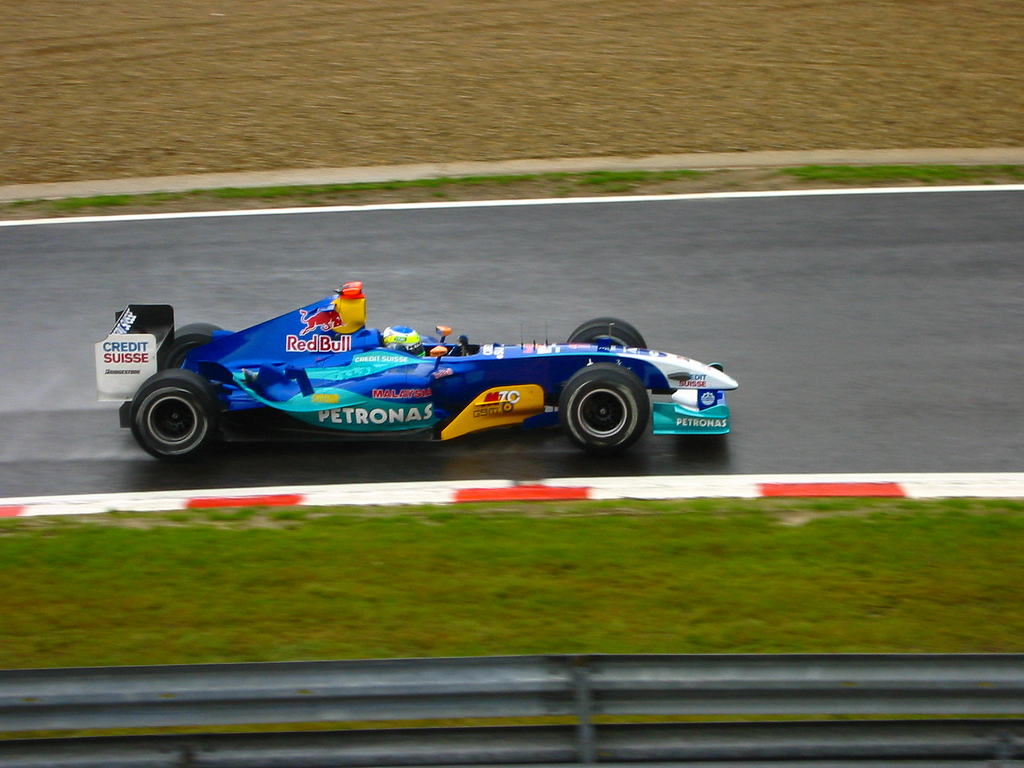
Fisichella lors du Grand Prix de Belgique 2004.

La C23 de la saison 2004, officiellement conçue par Rampf et présentée en grande pompe à Salzbourg fait d'emblée polémique : les pontons gonflés, les doubles déflecteurs latéraux, la position des rétroviseurs, la simple quille remplaçant la traditionnelle double quille rappellent la Ferrari F2003-GA de l'année précédente. La C23 reçoit pour la première fois depuis les débuts de la collaboration Ferrari-Sauber, un bloc Petronas 04A développant 870 ch à 18 800 tours par minute qui n'est autre que le Ferrari 053 de l'année en cours alors qu'auparavant l'officine italienne fournissait à son partenaire un bloc de la saison précédente. Pour la première fois également, Ferrari propose à son partenaire une boîte de vitesses entièrement développée à Maranello. D'aucuns déclarent alors que le département Recherche et Développement de Sauber n'a travaillé que sur l'élaboration de la couleur bleue de la carrosserie.
À la décharge de l'équipe suisse, la nouvelle soufflerie ultramoderne d'Hinwil est en cours de construction et non-opérationnelle. Le duo de pilotes est entièrement renouvelé, Frentzen quittant la Formule 1 pour disputer le championnat DTM avec Opel tandis que Felipe Massa fait son retour en tant que titulaire. Il est épaulé par Giancarlo Fisichella, ex-Jordan, qui a signé sa première victoire en Formule 1 en 2003 après 110 départs.
Massa semble avoir beaucoup peaufiné son pilotage au sein de l'équipe de développement de la Scuderia puisqu'il décroche un premier point dès le second Grand Prix de l'année, en Malaisie. Fisichella doit patienter jusqu'au cinquième Grand Prix, en Espagne pour se classer dans les points, septième. Il se classe huitième à Budapest, en Italie et au Japon, septième en Chine, sixième au Grand Prix d'Europe et à Silverstone, cinquième à Spa et quatrième au Canada et finit la saison avec vingt-deux points.
Son coéquipier n'est pas en reste avec douze points inscrits en cinq occasions : après sa huitième place malaise, il termine cinquième à Monaco, quatrième en Belgique puis huitième en Chine et au Brésil après avoir mené quelques tours. À la fin de la saison, Sauber a marqué trente-quatre points en douze occasions et termine le championnat à la sixième place, dominant à nouveau Jaguar Racing et Toyota F1 Team.

### 2005: Dernière saison avant le rachat par BMW

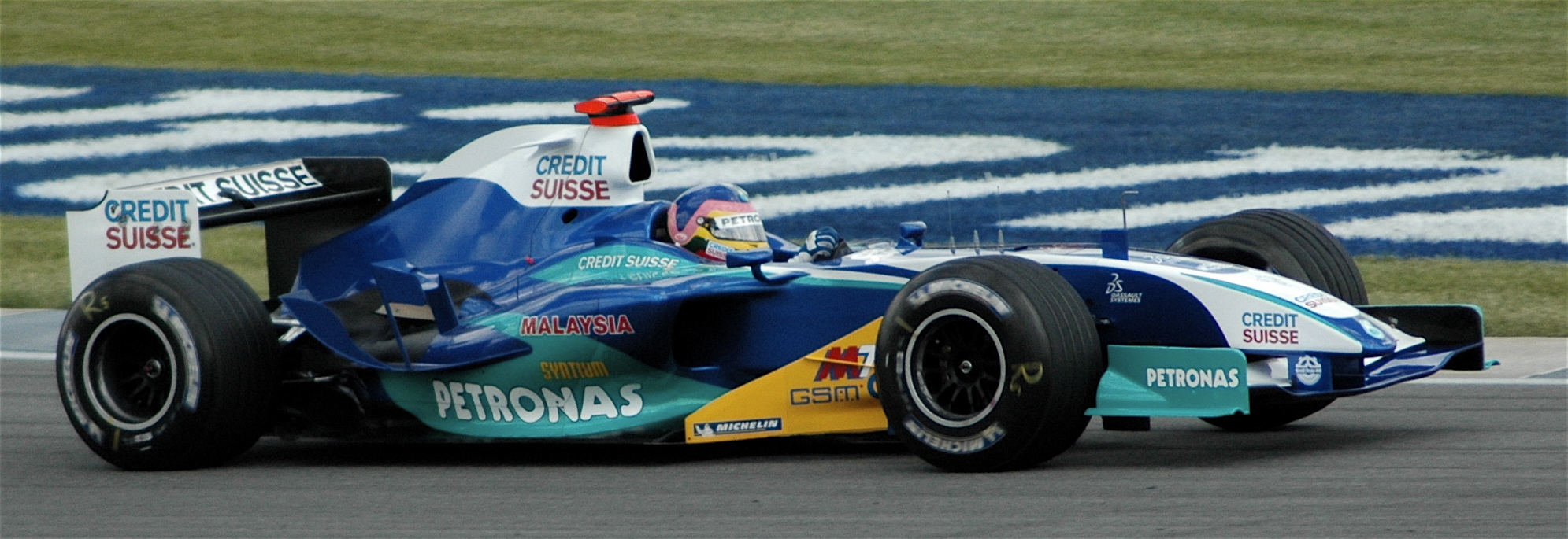
Jacques Villeneuve sur C24 à Indianapolis en 2005.

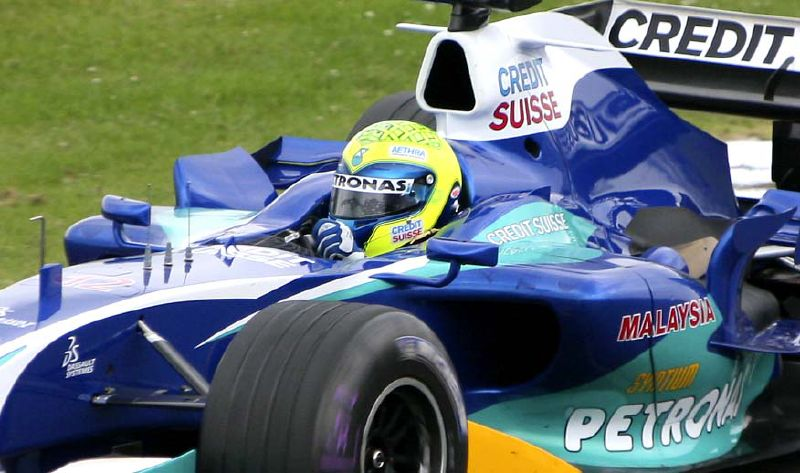
Felipe Massa sur la C24 à Silvestone en 2005.

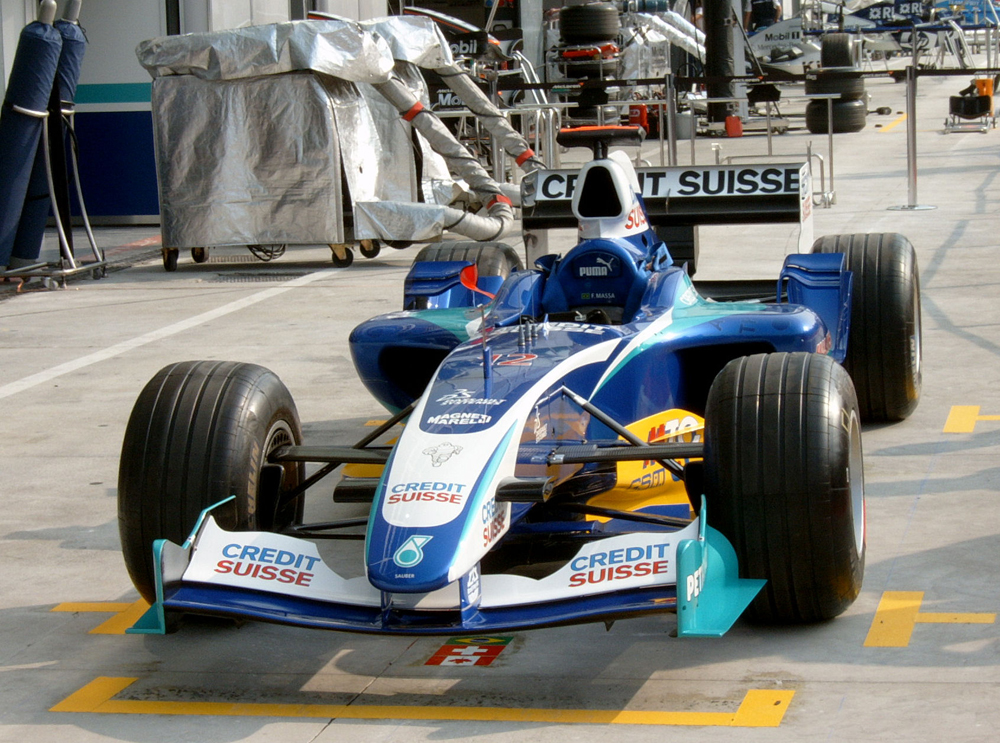
La Sauber Petronas C24 de la saison 2005.

2005 marque un tournant pour l'écurie suisse qui revendique petit à petit son indépendance vis-à-vis de Ferrari. L'écurie possède désormais une soufflerie ultramoderne permettant de faire des essais aérodynamiques à l'échelle 1. Cette installation permet également d'accueillir deux monoplaces l'une derrière l'une afin d'étudier l'influence du flux aérodynamique de la première sur la suivante. Grâce à ce nouvel outil, Willy Rampf conçoit une C24 radicalement différente de la C23 largement inspirée de la Ferrari F2003-GA.
La nouvelle Sauber est plus compacte et l'essentiel du travail a porté sur les pontons et le capot moteur. L'échappement a aussi été complètement intégré dans la carrosserie avec des sorties affleurantes afin de mieux canaliser le flux d'air. Un bloc Petronas 05A, de 92 kg à peine, développé par Osamu Goto à partir du Ferrari 053 est chargé de transmettre ses 870 ch à 18 800 tours par minute.
Giancarlo Fisichella, à la suite de sa bonne saison 2004, a été débauché par Renault F1 Team et est remplacé par l'ancien champion du monde Jacques Villeneuve. Le Canadien, débarqué de chez British American Racing à cause des relations conflictuelles qu'il entretenait avec David Richards qui lui reprochait des performances indignes de son salaire, a fait son retour en Formule 1 fin 2004 pour remplacer Jarno Trulli l'espace de trois courses chez Renault, sans vraiment convaincre. Il tente chez Sauber, loin de toute pression, de redonner de l'élan à sa carrière en risquant toutefois de se briser les ailes face à Felipe Massa désormais aguerri.
Massa inscrit les premiers points de l'équipe à Bahreïn où il se classe septième tandis que Villeneuve se classe au pied du podium lors de la course suivante à Imola. Il s'ensuit une période difficile de trois courses avant que le Brésilien ne rate à son tour le podium au Grand Prix du Canada. Les Sauber, désormais en Michelin ne prennent pas le départ à Indianapolis à la suite de l'accident de Ralf Schumacher causé par la défaillance de ses pneumatiques et il faut attendre le Grand Prix de France pour que Villeneuve inscrive un point supplémentaire. Il est imité par Massa en Allemagne. Les pilotes rentrent une nouvelle fois dans les points, Villeneuve terminant sixième à Spa et Massa faisant de même lors du Grand Prix de clôture en Chine. Avec vingt points récoltés en sept occasions, Sauber se classe huitième du championnat.
En coulisses, la saison a été rude pour l'équipe suisse. La perte du soutien de Red Bull qui a engagé sa propre équipe Red Bull Racing en rachetant Jaguar Racing, a provoqué des soucis de trésorerie, les blocs Ferrari coûtant de plus en plus cher. Avec des factures de plus en plus lourdes et des sponsors de plus en plus difficiles à démarcher, Peter Sauber, à la tête d'une écurie aux finances encore saines et aux infrastructures ultramodernes, préfère chercher un repreneur plutôt que laisser la situation se détériorer. C'est dans ce contexte que BMW annonce, en juin 2005, le rachat de Sauber-Petronas en vue de participer au championnat 2006.
PP Sauber-Petronas devient BMW Sauber F1 Team mais Peter Sauber garde un rôle de conseiller ainsi que 20 % des parts au sein de la nouvelle entité. Le patronyme Sauber est conservé en hommage au fondateur qui a toujours fait passer son écurie avant ses intérêts personnels : le maintien du site d'Hinwill avec ses employés a été une des conditions de la vente de l'écurie à BMW.

### 2010: Peter Sauber rachète son ancienne écurie

Le nouveau logo de Sauber après son rachat par son fondateur.

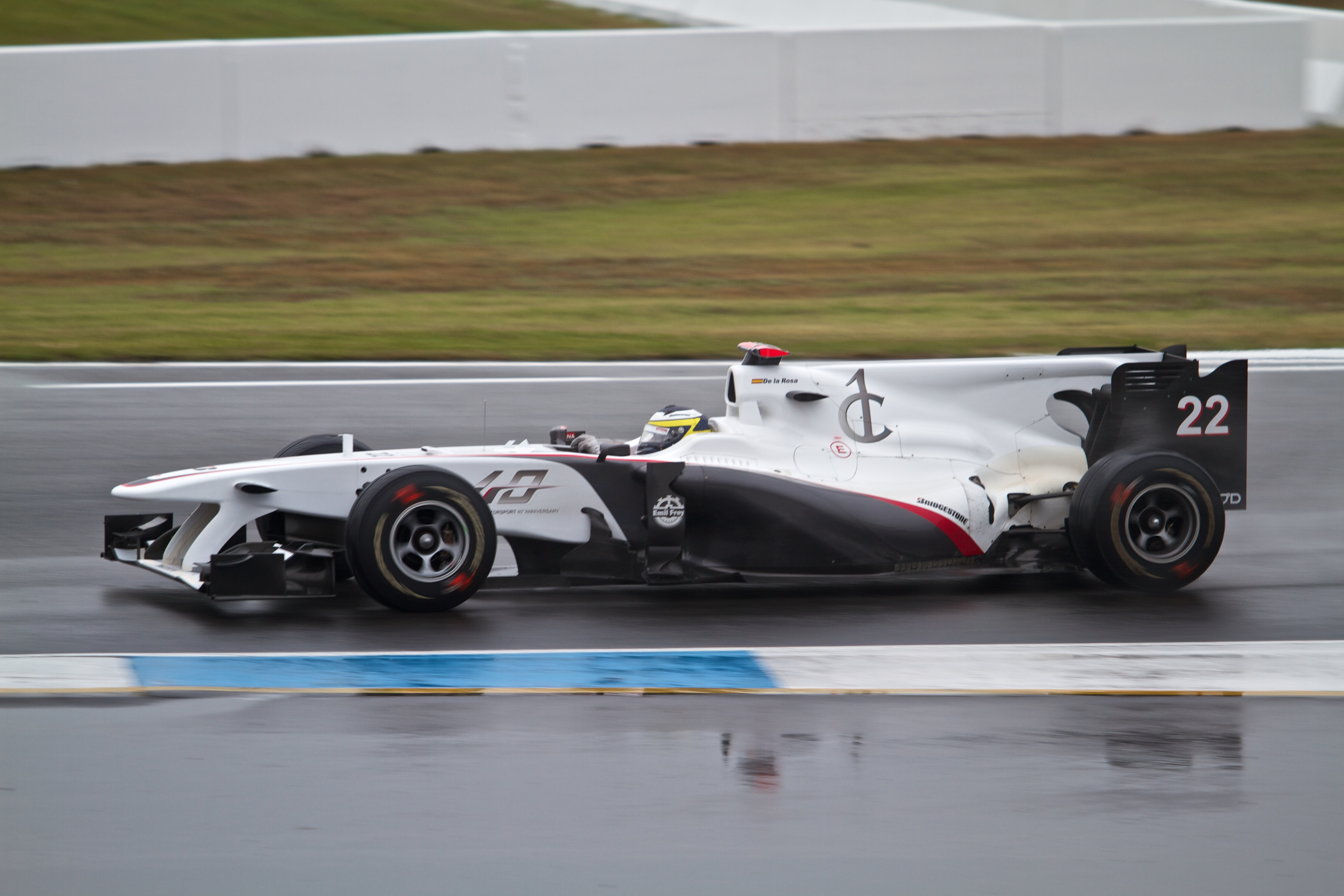
En 2010, la Sauber est officiellement une "BMW Sauber" bien que BMW ne soit plus propriétaire de l'écurie.

Le 29 juillet 2009, BMW décide de se désengager du championnat du monde de Formule 1 pour des raisons économiques et écologiques. Or BMW a commis l'erreur de ne pas signer les nouveaux accords Concorde et, le 15 septembre, la FIA titularise Lotus Racing comme dernière écurie en lice pour disputer le championnat 2010 : BMW se retrouve ainsi avec une « coquille vide » à vendre. Le constructeur, faute de repreneur fiable, est contraint d'entamer des négociations avec le groupe suisse Qadbak Investments, à la réputation sulfureuse. Pour résoudre le problème, la FIA envisage alors d'inscrire l'écurie en vente « sous réserve » au championnat, afin de faciliter son rachat, ce qui est une première depuis la création du championnat en 1950.
Peter Sauber est le seul autre client potentiel mais les modalités de l'inscription contrarient sa recherche d'un commanditaire. Le retrait de Toyota F1 Team début novembre libère une dernière place. Sentant l'avenir de l'écurie menacé, BMW rompt ses négociations avec Qadbak Investments, en peine de réunir les 80 millions d'euros pour le rachat et propose à Peter Sauber de racheter son ancienne équipe, sous réserve qu'il l'inscrive au championnat du monde. Dès lors, pour faciliter les négociations, la FIA offre la treizième et dernière place à Sauber qui n'a pourtant pas encore racheté l'écurie.
Peter Sauber annonce le rachat de son ancienne équipe mais son inscription au championnat du monde demeure BMW Sauber et indique que la BMW Sauber C29 sera motorisée par Ferrari, comme entre 1997 et 2005 quand les blocs Petronas étaient des moteurs « Ferrari-client » rebadgés.
Kamui Kobayashi est titularisé le 15 décembre 2009 et son équipier Pedro de la Rosa le 19 janvier 2010.
Le 21 juin 2010, Peter Sauber demande officiellement à la Commission de la Formule 1 de la FIA l'abandon de la mention BMW dans la dénomination de son écurie. Le 23 juin, l'équipe reçoit la confirmation de la part de la FIA qu'elle perdra la mention BMW dans son nom à compter de 2011 afin de ne pas perturber le championnat en cours. BMW Sauber F1 Team reste donc l'appellation officielle de l'écurie jusqu’à la fin de la saison 2010.
L'écurie se classe huitième du championnat du monde avec 44 points.

### 2011: Retour en Formule 1 sous son nom propre Sauber F1 Team

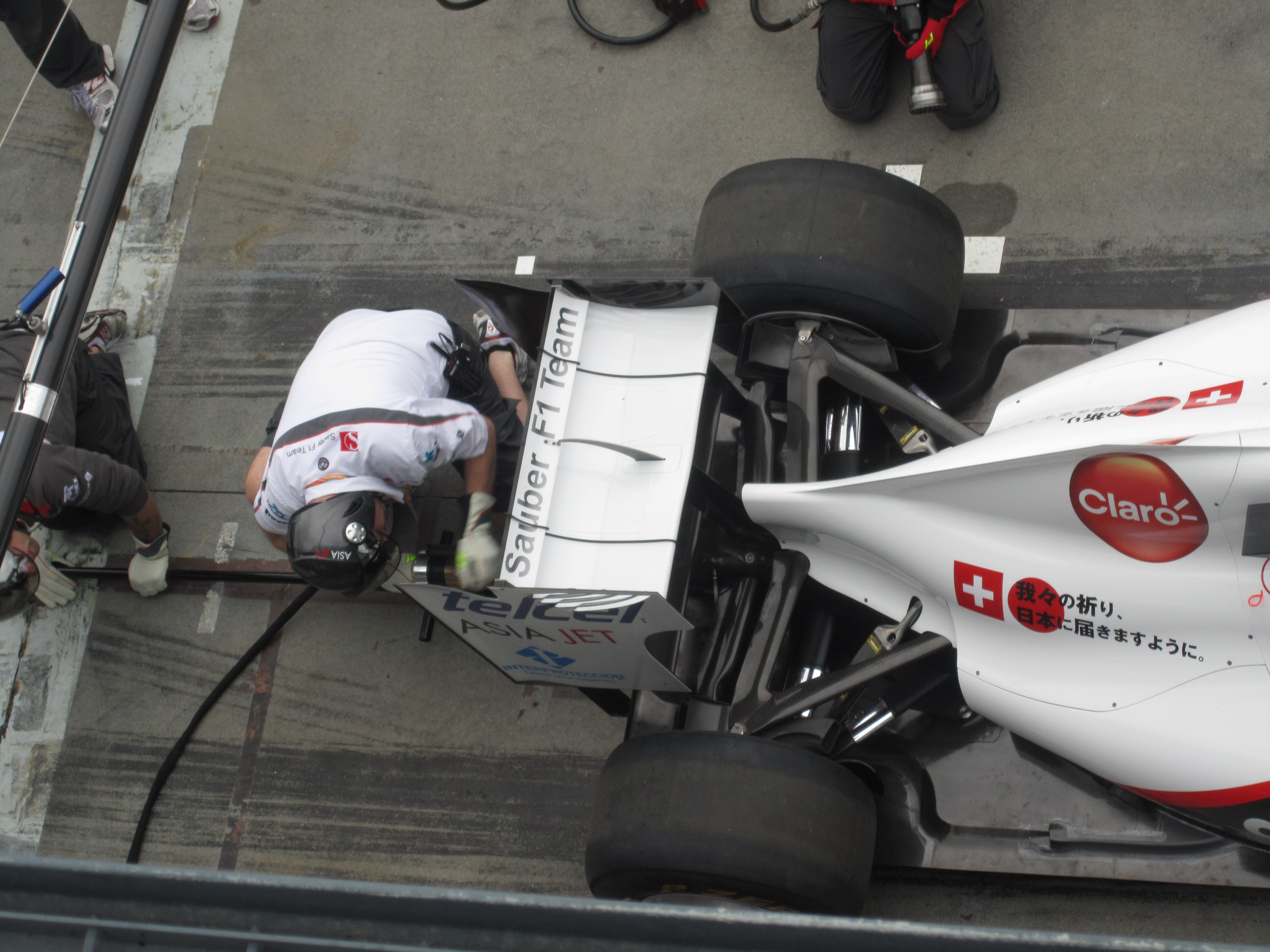
L'aileron non-conforme des Sauber C30 à Melbourne.

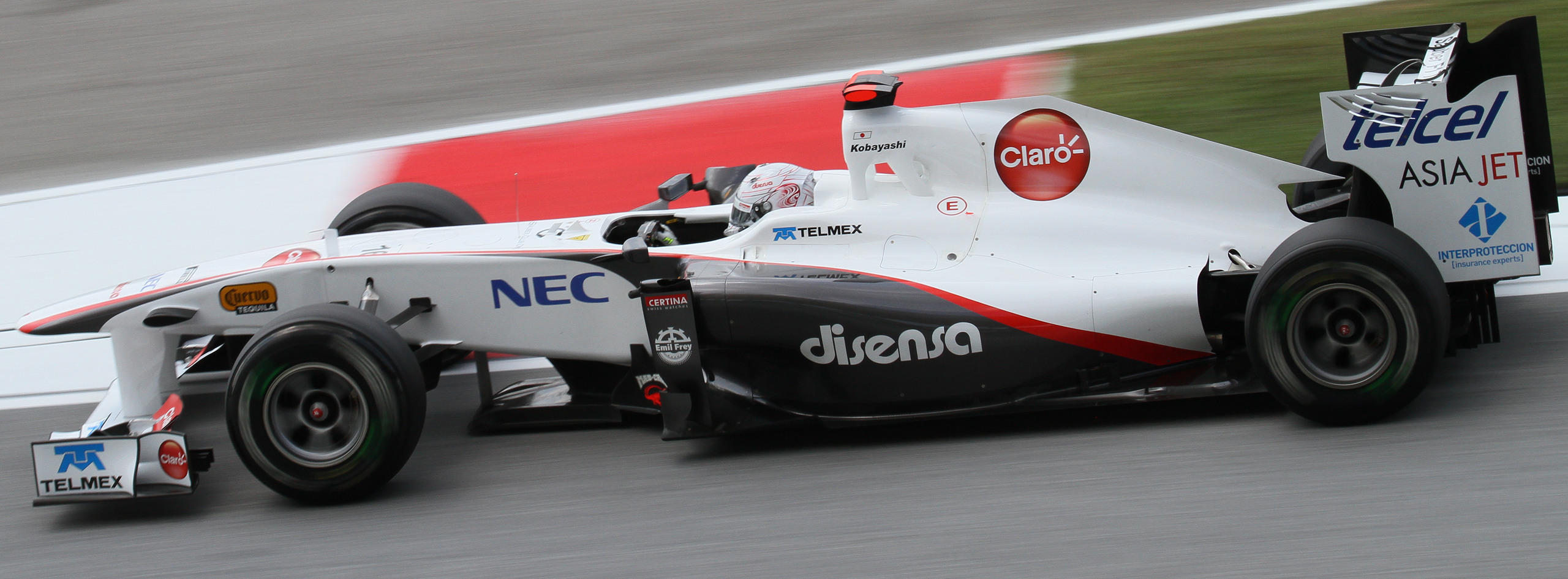
Kobayashi et la C30 sur le circuit de Sepang, lors du Grand Prix de Malaisie.

Lors du Grand Prix inaugural, à Melbourne, Kamui Kobayashi et Sergio Pérez franchissent le drapeau à damier en huitième et septième position mais sont finalement disqualifiés à cause d'un aileron arrière non conforme.
À partir du Grand Prix suivant, en Malaisie, Kamui Kobayashi entre dans les points lors de six courses consécutives, décrochant notamment la cinquième place à Monaco, sa meilleure performance de la saison.
Après avoir marqué ses premiers points en championnat en terminant neuvième du Grand Prix d'Espagne, Sergio Pérez est victime d'un violent accident lors des qualifications à Monaco : le Mexicain sort de la piste à la sortie du tunnel avant de finir brutalement sa course dans le rail situé à la chicane du port.
Lors du Grand Prix suivant, au Canada, Pérez, mal rétabli de son accident à Monaco, est remplacé par Pedro de la Rosa. L'Espagnol se qualifie en dix-septième position sur la grille de départ et termine douzième tandis que Kobayashi termine septième. Sergio Pérez se classe ensuite septième en Grande-Bretagne et Kamui Kobayashi termine neuvième du Grand Prix suivant en Allemagne.
L'écurie subit ensuite une sévère baisse de régime, ne marquant aucun point lors des trois épreuves suivantes. Lors du Grand Prix d'Italie, aucune monoplace n'est à l'arrivée à cause d'une casse moteur pour Kobayashi et d'un bris de boîte de vitesses pour Pérez. Ce dernier prend alors l'ascendant sur son coéquipier en se classant dixième à Singapour, septième au Japon et dixième en Inde. Kobayashi reprend l'avantage lors des deux dernières épreuves de l'année où il termine dixième à Abou Dabi et neuvième au Brésil.
À l'issue de la saison, Sauber se classe septième du championnat du monde avec 44 points. Kamui Kobayashi termine douzième, comme la saison précédente, et Pérez seizième du championnat du monde des pilotes.

### 2012: Le retour sur les podiums

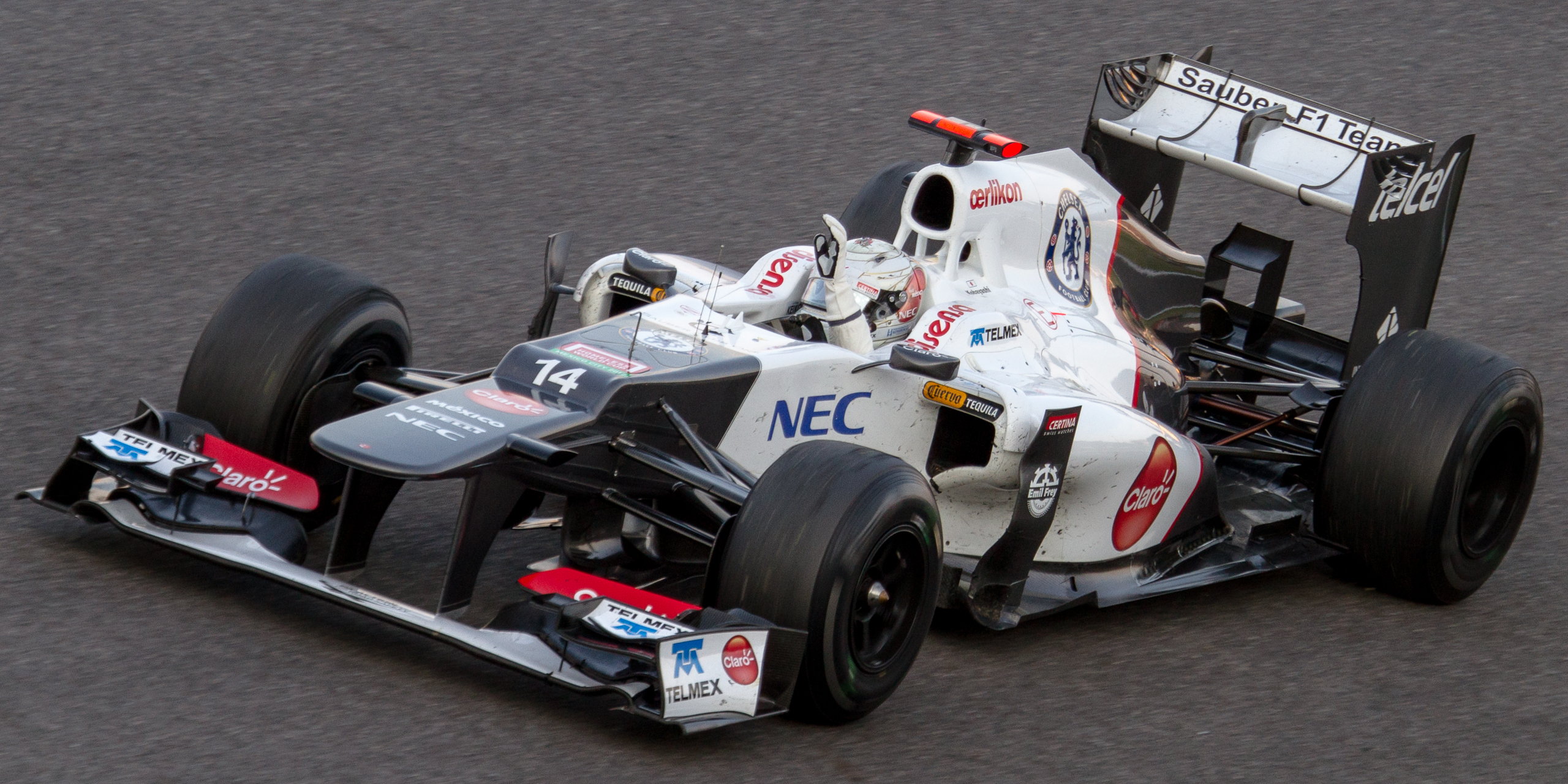
Kamui Kobayashi sur la C31 à Suzuka en 2012.

La saison commence par de bons résultats en Australie où ses pilotes se classent sixième et huitième. Sauber réalise ensuite le meilleur résultat de son histoire lors du Grand Prix de Malaisie où Sergio Pérez, deuxième, obtient le premier podium de sa carrière. Le Mexicain remonte sur le podium quelques mois plus tard, au Grand Prix du Canada à Montréal où il se classe troisième.
Au Grand Prix de Belgique, à Spa, Kamui Kobayashi part en première ligne et Pérez en quatrième position sur la grille de départ mais les deux pilotes sont victimes d'un carambolage provoqué par Romain Grosjean dès le départ de la course. Au Grand Prix d'Italie, à Monza, Pérez obtient son troisième podium de la saison en finissant deuxième alors qu'il était parti de la treizième position. Kobayashi monte sur le premier podium de sa carrière lors de son Grand Prix national où il se classe troisième. L'écurie, avec 126 points, se classe sixième du championnat du monde.

### 2013-2016: En proie aux difficultés financières

#### 2013

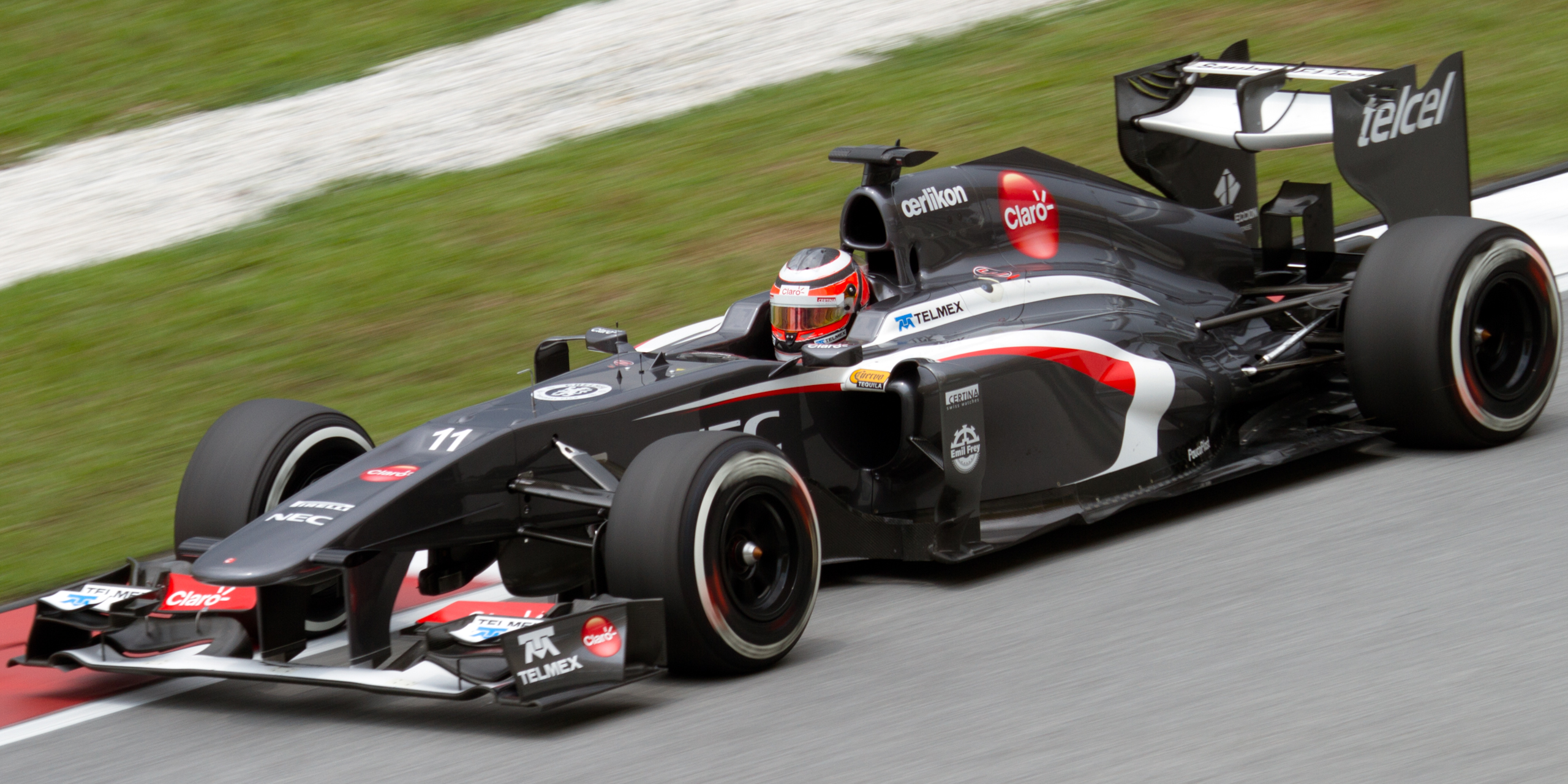
Nico Hülkenberg sur la Sauber C32 en 2013.

Kamui Kobayashi, en manque de liquidités, n'est pas reconduit au sein de l'équipe et est remplacé par le Mexicain Esteban Gutiérrez, soutenu personnellement par Telmex qui devient donc un des commanditaires principaux de l'écurie. Grâce à ses bonnes performances, Pérez signe avec l'écurie McLaren Racing pour 2013 et est remplacé par l'Allemand Nico Hülkenberg,. Rapidement, la Sauber C32 se révèle bien moins performante que sa devancière. Si Hülkenberg inscrit quatre points en se classant huitième en Malaisie puis dixième en Chine, les quatre courses suivantes se soldent par autant de déceptions. Hülkenberg renoue avec les points en se classant dixième des épreuves de Grande-Bretagne et d'Allemagne.
Peu avant la trêve estivale, Sauber reconnaît avoir des problèmes financiers : le salaire d'Hülkenberg n'est plus versé et les factures émises par certains fournisseurs, dont le motoriste Ferrari, ne sont pas honorées. Nico Hülkenberg officialise alors l'activation d'une clause de sortie de son contrat qui le lie à Sauber depuis le début de la saison : il est désormais libre de quitter Sauber à tout moment s'il le souhaite « Je pense que la situation est difficile. Monisha Kaltenborn et toute l'équipe dirigeante travaillent pour trouver une solution. Elle m'a assuré qu'elle travaille dur à ce sujet et c'est tout ce que je peux dire actuellement. Je dois préparer la suite de ma carrière : rien n'est impossible ni exclu. »
Pour pallier ces soucis, Sauber recherche de nouveaux partenaires financiers en Russie, pays qui souhaite s'impliquer plus avant en Formule 1, notamment depuis la création de l'Autodrome de Sotchi et l'officialisation du Grand Prix automobile de Russie en 2014. Peter Sauber et Monisha Kaltenborn annoncent un accord avec trois structures russe : le Fonds international d'investissements de coopération (qui comprend entre autres Gazprombank, la filiale bancaire du géant gazier Gazprom et la Royal Bank of Scotland), le Fonds d'Etat de développement du Nord-Ouest de la fédération de Russie et l'institut national de technologies d'aviation (NIAT) qui deviendrait un partenaire technique de l'écurie. « Nous sommes ravis d'annoncer un partenariat entre le Fonds international d'investissements de coopération, le Fonds d'Etat de développement du Nord-Ouest de la fédération de Russie et l'institut national de technologies d'aviation avec Sauber Motorsport AG, qui comprend la promotion de la Formule 1 en Russie et le développement commun de solutions de hautes technologies. Les dirigeants de Sauber poursuivent ainsi : « Avec l'Institut national de technologies d'aviation (NIAT), une des principales institutions de recherche scientifique en Russie, Sauber F1 Team va bénéficier du savoir-faire des meilleurs scientifiques et ingénieurs russes. L'objectif de ce partenariat est d’ouvrir de nouvelles perspectives et de nouveaux revenus en commercialisant des technologies développées en commun. ». »
Le 27 juillet, Monisha Kaltenborn met un terme aux rumeurs annonçant que le jeune pilote russe Sergey Sirotkin, dont le père est un des nouveaux investisseurs potentiels, serait aligné en essais libres en cours de saison : « Nous trouverons d’autres moyens de lui faire parcourir des kilomètres afin d'être sûrs qu'il est prêt à courir l’an prochain,. » Le lendemain, Ferrari, qui doit recevoir 19 millions d'euros pour la fourniture de ses moteurs V8, dont 9 millions avant la fin de la semaine annonce que, faute d'être payé, aucun moteur ne sera fourni pour le Grand Prix de Belgique. Selon Die Welt, les partenaires russes accepteraient d'envoyer dix millions d'euros pour payer les dettes les plus pressantes. Quatre jours plus tard, au Grand Prix de Hongrie, Monisha Kaltenborn, rassurante, déclare ne pas craint une mise en faillite : « Nous n'avons jamais été trop déprimés par ce qui a été écrit à notre sujet parce que nous savions qu'avec l'étendue de l'accord sur lequel nous travaillions, cela nous prendrait du temps avant de pouvoir l'annoncer. Nous nous sommes concentrés à finaliser cet accord. Ce sont des partenaires avec qui nous discutions déjà depuis un bout de temps. Cela n'aurait pas été bon pour nous de penser que si nous n'y arrivions pas, nous ne pourrions pas survivre. Nous sommes déjà passés par des moments difficiles et nous savons que nous pouvons nous en sortir. Nous avions d'autres options mais nous avons pensé que cet accord était le meilleur pour l'équipe. Il fallait savoir si nous recherchions la survie ou la pérennité et c'est définitivement la deuxième option que nous avons choisi pour poser les jalons au long terme. » Le 8 août, Die Welt révèle que les partenaires russes n'ont pas envoyé l'argent nécessaire au paiement du motoriste Ferrari. Le 14 août, le Bild annonce que le conseil d'administration du NIAT a voté contre un investissement de 400 millions d'euros chez Sauber, condamnant ainsi le sauvetage de Sauber. Peter Sauber précise d'une part que la contribution du NIAT est envisagée uniquement sur le plan technique et non financièrement et d'autre part que les premiers paiements des créanciers ont déjà été faits.
Début septembre, le journal économique suisse Handelszeitung annonce que vingt nouveaux créanciers, exigeant près de 250 000 francs suisses, ont déposé des poursuites officielles en justice contre Sauber pour impayés. Quarante-trois fournisseurs sont désormais en contentieux avec l'écurie. Matt Morris, designer en chef, quitte l'équipe pour McLaren et est remplacé par Éric Gandelin. En fin de saison, la monoplace progresse et permet à Hülkenberg de se mettre en valeur : il se classe ainsi cinquième en Italie, neuvième à Singapour, quatrième en Corée (le meilleur résultat de la saison) puis sixième au Japon et aux États-Unis et enfin huitième au Brésil. Gutiérrez est moins en verve puisqu'il n'entre dans les points qu'une seule fois dans la saison, en terminant sixième au Japon. Sauber termine septième du championnat du monde avec 57 points, soit une place de recul et deux fois moins de points que la saison précédente.

#### 2014

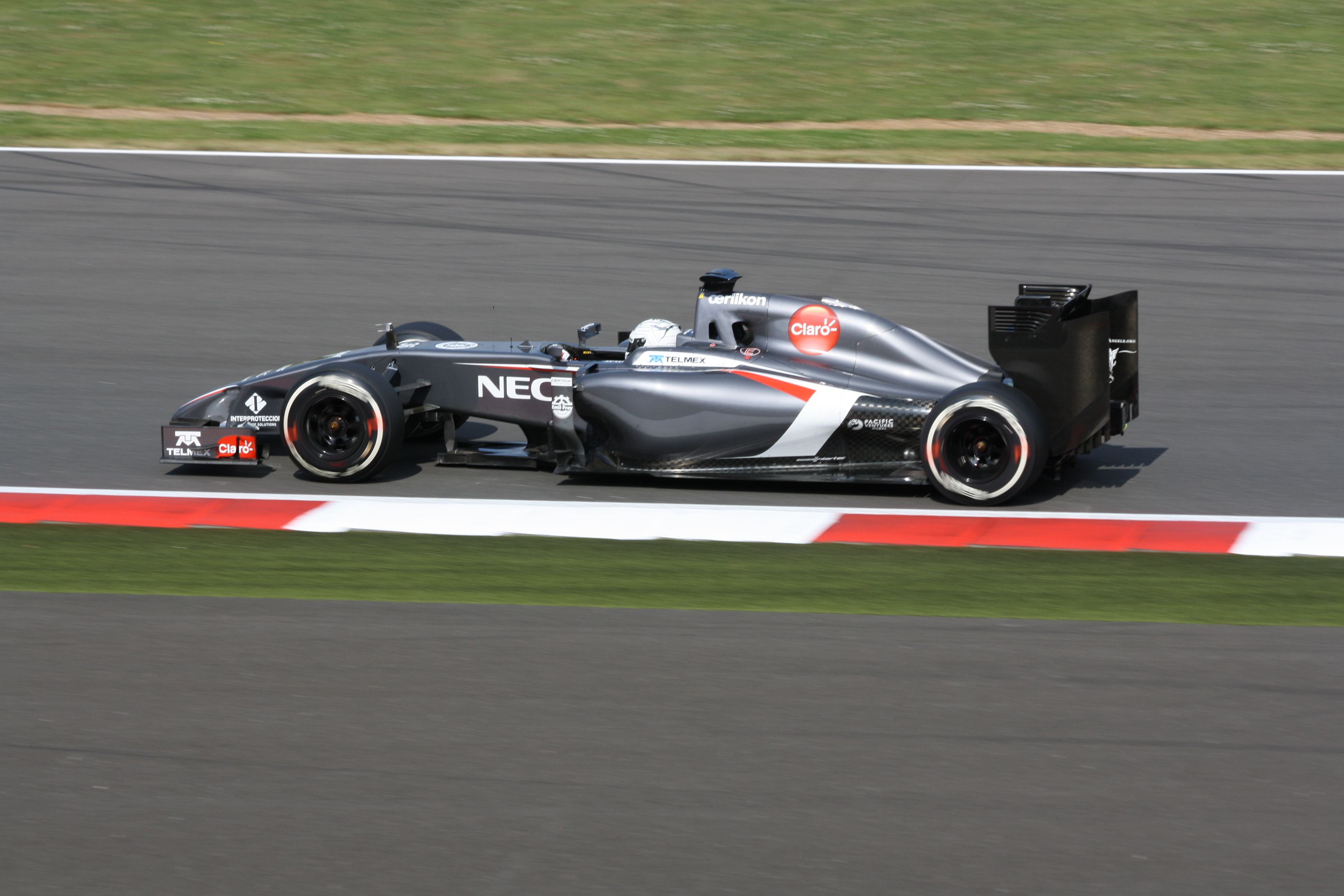
Giedo Van Der Garde au volant de la C33.

En 2014, Adrian Sutil arrive dans l'équipe, aux côtés de Gutiérrez. Le 26 janvier 2014, l'équipe présente sa Sauber C33 toujours propulsée par un moteur Ferrari. La monoplace doit faire ses premiers essais au cours de la semaine, à Jérez, mais dans une version intermédiaire car, compte tenu des difficultés financières de l'équipe, de nombreuses pièces ne sont pas encore finalisées. Lors des premiers tests, Sauber est une des équipes les plus actives avec 163 tours parcourus ; pour autant, la monoplace rencontre un gros problème au niveau des freins arrière gérés électroniquement. Lors des essais suivants, il se confirme que la C33 semble mal née : un des châssis doit être remplacé avant le premier Grand Prix tandis que le logiciel du groupe motopropulseur fourni par Ferrari ne répond pas aux attentes des ingénieurs et provoque des problèmes de freinage,. Au Grand Prix d'Australie, Sutil s'élance de la treizième place, son coéquipier partant en fond de grille ; à l'issue de la course, les pilotes terminent à la porte des points, Sutil se classant onzième, juste devant son coéquipier.
Tout au long de l'année, les Sauber bataillent en fond de grille, très loin des Scuderia Toro Rosso et des Force India ; elles évoluent au niveau des Lotus E22 et sont même malmenées par les Marussia F1 Team. Les pilotes ne parviennent pas à faire progresser la monoplace, Gutiérrez se montrant souvent à la peine et irrégulier en course alors que Sutil est souvent malmené par Gutierrez en qualifications. Lors du Grand Prix de Monaco, Sutil et Gutierrez partent à la faute, permettant à Marussia de marquer deux points au championnat. Sutil ne peut faire mieux que onzième en Hongrie, à la porte des points. Aux États-Unis, Sutil réalise sa meilleure qualification de l'année en se hissant en neuvième position mais, accroché par Sergio Pérez dans le premier tour, il abandonne. Sauber termine la saison à la dixième place du championnat constructeur, derrière Marussia, en n'ayant inscrit aucun point, une première dans son histoire.

#### 2015

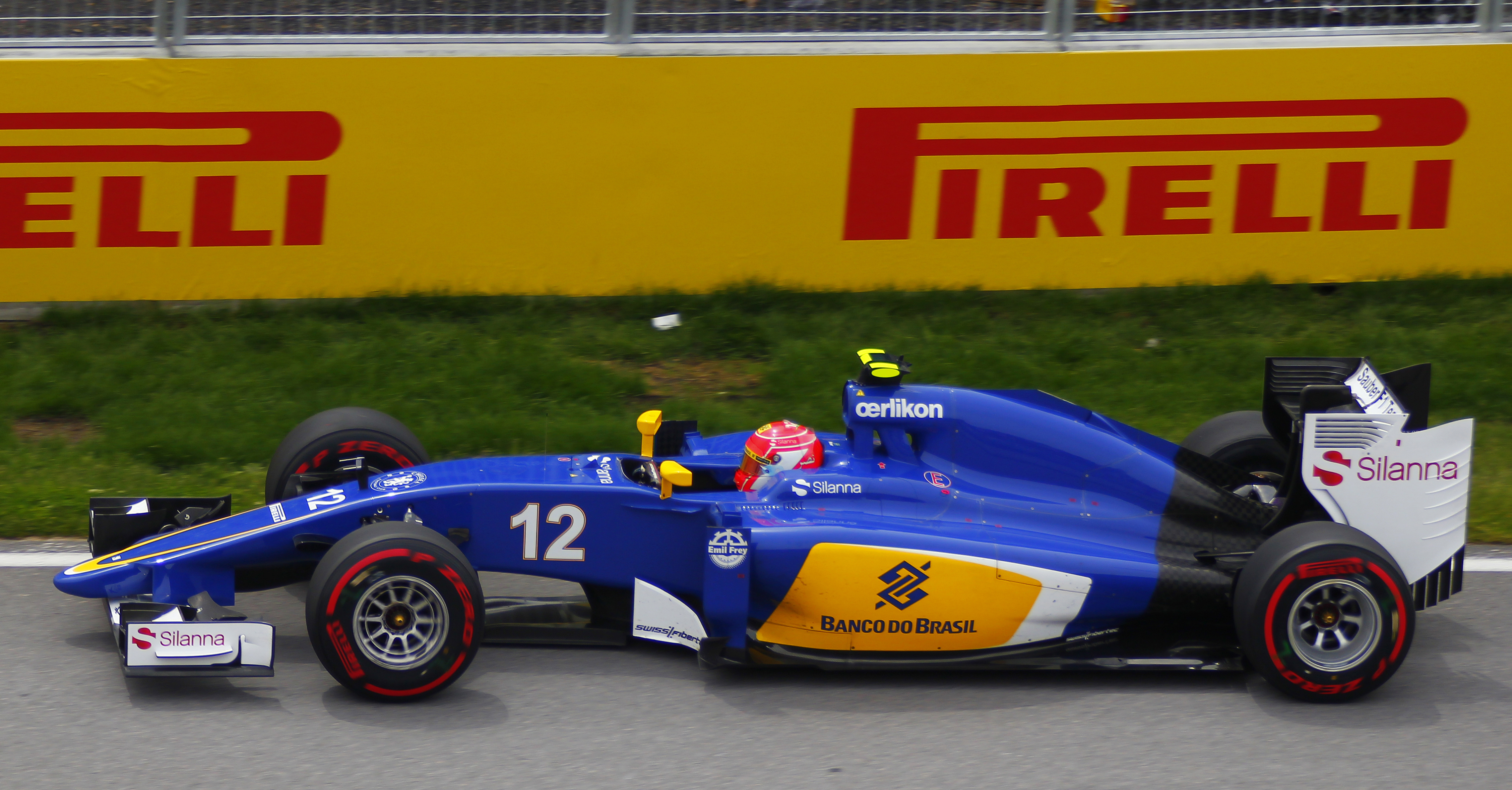
Felipe Nasr au volant de la C34 au Grand Prix du Canada.

En 2015, Sauber aligne deux pilotes payants, Marcus Ericsson et Felipe Nasr pour faire face à ses obligations financières. Giedo Van der Garde, pilote-essayeur en 2014 qui devait être titularisé en 2015, est limogé à l'intersaison, son budget personnel étant inférieur aux nouveaux pilotes. Le Néerlandais porte l'affaire en justice devant les tribunaux australiens et obtient, à deux jours du début de saison, le droit de participer au Grand Prix inaugural en tant que titulaire. L'écurie fait immédiatement appel auprès de la cour suprême de l'état de Victoria. Les juges Beach, Whelan et Ferguson, qui se questionnent sur l'absence de représentants de la FIA devant la cour alors que la fédération assure la gouvernance sportive de la discipline, demandent un jour de délai pour étudier le dossier,,,,. La veille des premiers essais libres, les juges déboutent Sauber et confirment la validité du contrat du pilote hollandais ; ainsi, Sauber se doit de faire courir Van der Garde. Une dernière condition se pose néanmoins puisque Van der Garde n'a pas de superlicence active auprès de la FIA, sésame indispensable pour courir en Formule 1. L'affaire risque de se prolonger puisque la Cour Suprême de l'État de Victoria rappelle que sa décision est valable pour l'intégralité des Grands Prix de la saison 2015. Une seconde action en justice est alors lancée par le pilote qui souhaite qu'une procédure de saisie des équipements de Sauber présents à Melbourne soit faite si l'équipe ne le fait pas rouler,,,,,. Van der Garde renonce finalement à poursuivre ses démarches pour participer au Grand Prix d'Australie et choisit de négocier avec Sauber pour trouver une solution à l'amiable acceptable pour régler cette situation,,. Sauber accepte de dédommager Van der Garde en lui versant 15 millions d'euros,.
Quelques jours plus tard, Sauber annonce un nouveau partenariat avec la compagnie aérienne Singapore Airlines qui prend à sa charge les frais de déplacement de l'équipe tout au long de la saison.

#### 2016

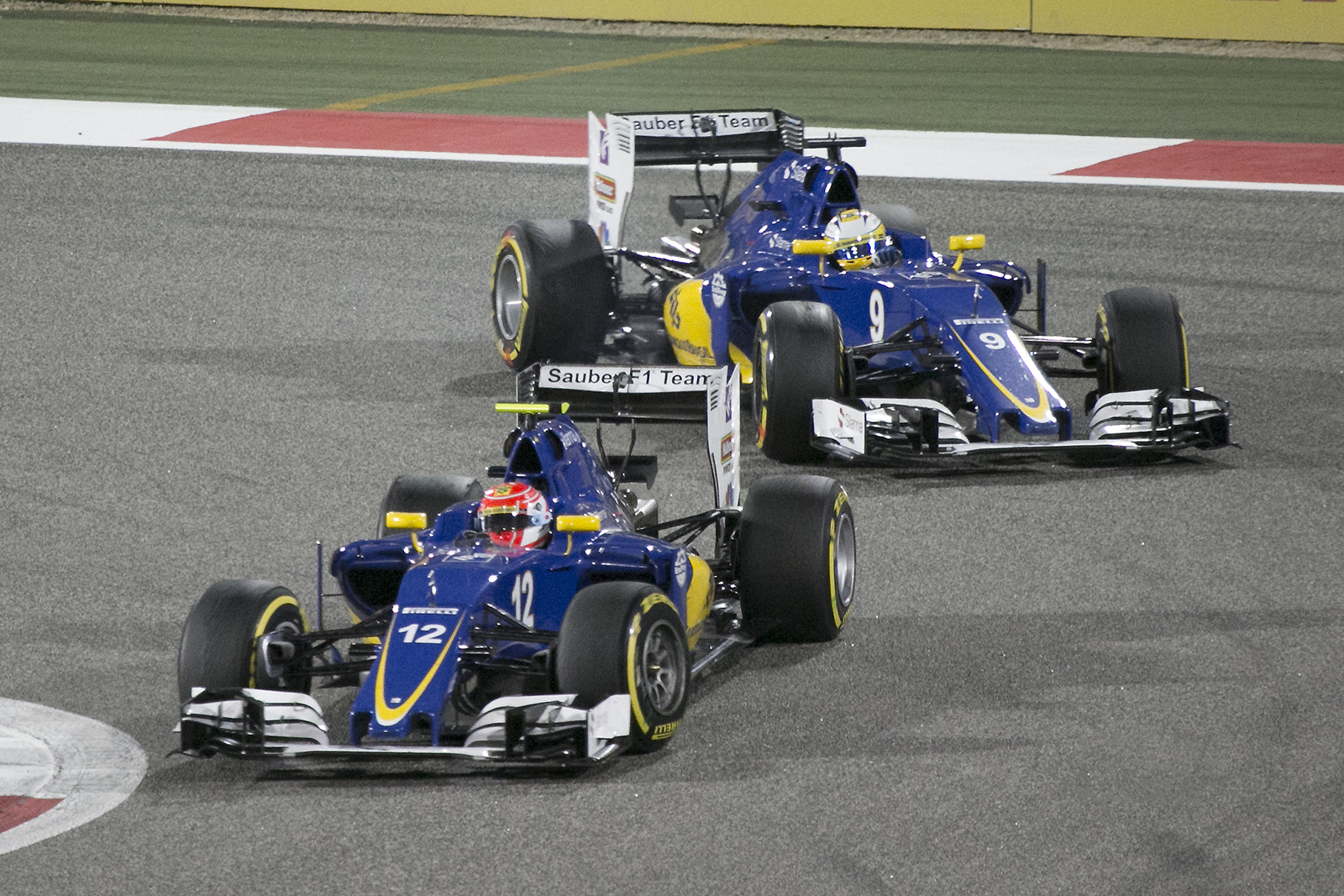
Ericsson et Nasr au volant des C35 à Bahreïn.

Deux jours avant la tenue du Grand Prix automobile de Hongrie 2016, Sauber, en graves difficultés financières depuis plusieurs années et en négociations avec un éventuel repreneur depuis plusieurs mois, annonce son rachat par le groupe d'investissements suisse Longbow Finance dirigé par Pascal Picci. Ce dernier remplace Peter Sauber, le fondateur de l'écurie, à la présidence du conseil d'administration. Monisha Kaltenborn conserve son poste de directrice d'écurie et annonce que le nom de l'équipe reste inchangé. Peter Sauber se dit « heureux que mon courageux investissement fait il y a six ans avec l'intention d'assurer la base à Hinwil et la place en Formule 1, s'avère bon » tandis que Pascal Picci déclare : « En tant qu'entreprise suisse, nous sommes très heureux d'avoir assuré l'avenir d'une présence suisse dans une industrie très spécialisée et innovante ». Kaltenborn annonce que Sauber va se développer pour s'étendre dans d'autres domaines industriels et de commercialiser ses services. Longbow Finance serait détenu par des investisseurs suédois qui soutiennent la carrière de Marcus Ericsson, l'un des pilotes de Sauber, dont le groupe Tetra Pak qui payait l'ensemble des salaires du personnel depuis plusieurs mois,,.
Monisha Kaltenborn, la directrice de l'écurie, déclare : « Nous n'avons plus à nous demander comment nous allons survivre aux prochaines vingt-quatre heures. Nous pouvons maintenant avoir une vision à plus long terme et penser à extraire le maximum et tirer le maximum de notre voiture. Je suis convaincue qu'on peut encore faire quelque chose cette année mais il faudra aussi se pencher sur 2017. Nous n'avons aucune excuse pour ne pas être bons l'an prochain. Je ne dis pas que nous voulons directement être au top mais nous savons ce que nous pouvons faire. Nous avons les infrastructures adaptées et le personnel, alors pourquoi pas l’ambition ? Nous aimerions retrouver un directeur technique, nous avons réparti la tâche entre plusieurs personnes mais ce n'est pas l'idéal, recruter un directeur technique nous rendrait plus efficaces. Il y a quelques domaines sur lesquels nous devons nous pencher et où nous allons recruter ou remplacer des gens. Maintenant que nous pouvons de nouveau nous le permettre, il faudra en profiter, et ça implique quelques changements. »,

### 2017

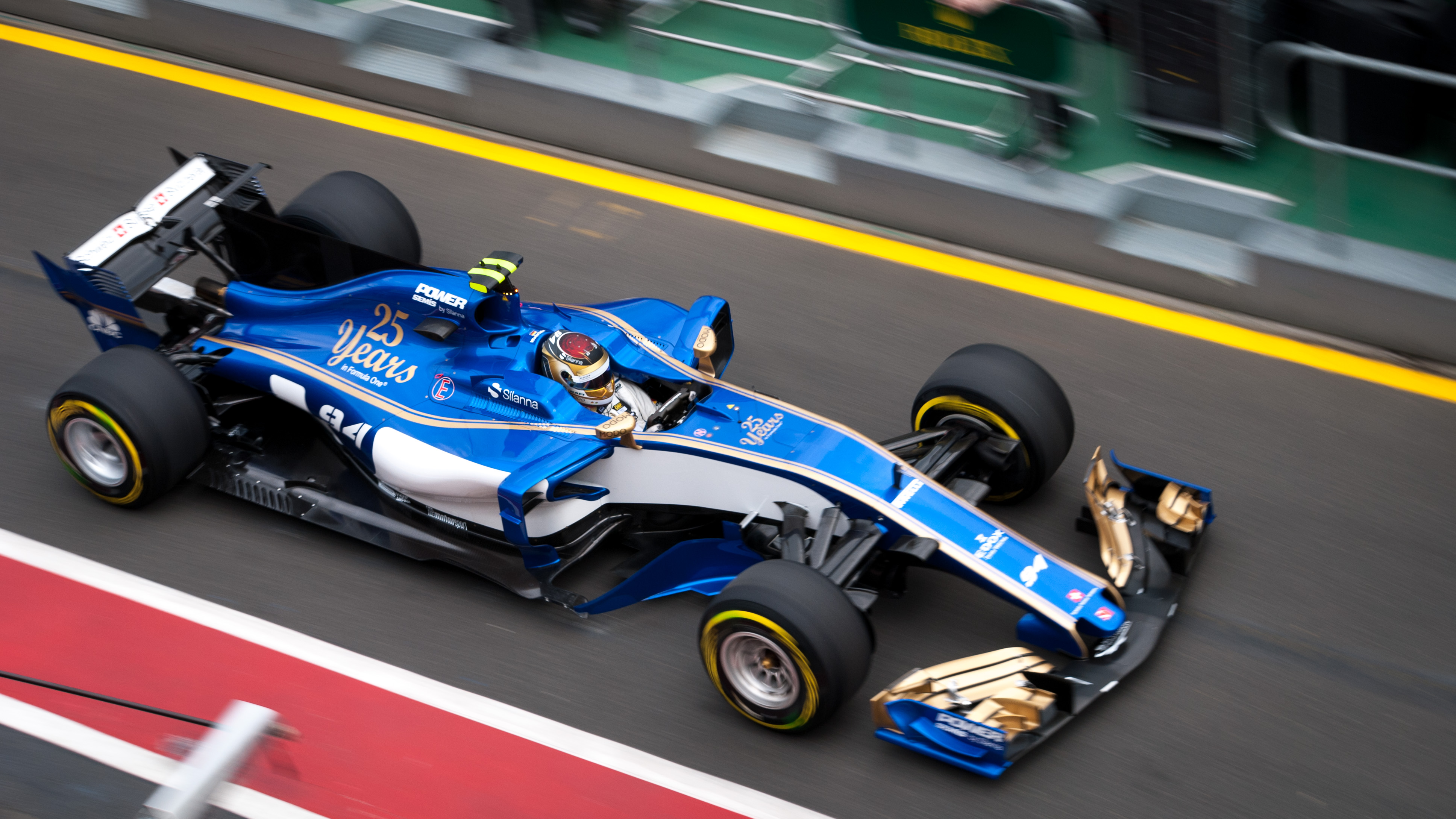
Pascal Wehrlein sur Sauber C36.

Sauber choisit d'utiliser en 2017 l'unité de puissance Ferrari de la saison précédente, et non celle de la saison en cours comme c'était le cas auparavant.
Le 30 avril 2017, Sauber annonce qu'ils délaisseront leur partenariat avec Ferrari pour être propulsés par Honda à partir de la saison 2018. Le lendemain, les dirigeants déclarent que leurs monoplaces de la saison 2018 utiliseront des boîtes de vitesses provenant de chez McLaren.
Le 21 juin 2017, le fonds d'investissement suisse Longbow Finance, propriétaire de l'écurie Sauber, se sépare de Monisha Kaltenborn avec effet immédiat, en raison « d'opinions divergentes pour l'avenir de l'entreprise. » Le groupe suisse précise que le nom du successeur de Kaltenborn sera dévoilé prochainement,. Le 12 juillet, elle est officiellement remplacée par Frédéric Vasseur qui avait quitté Renault F1 Team lors de l'intersaison 2016-2017.
Le 27 juillet 2017, Frédéric Vasseur annonce l'annulation du partenariat moteur avec Honda avant même qu'il ait débuté. Le lendemain, il confirme la prolongation de la collaboration avec Ferrari et l'apport d'un moteur aux spécifications 2018 pour la saison suivante.

### 2018-2023: Partenariat avec Alfa Romeo

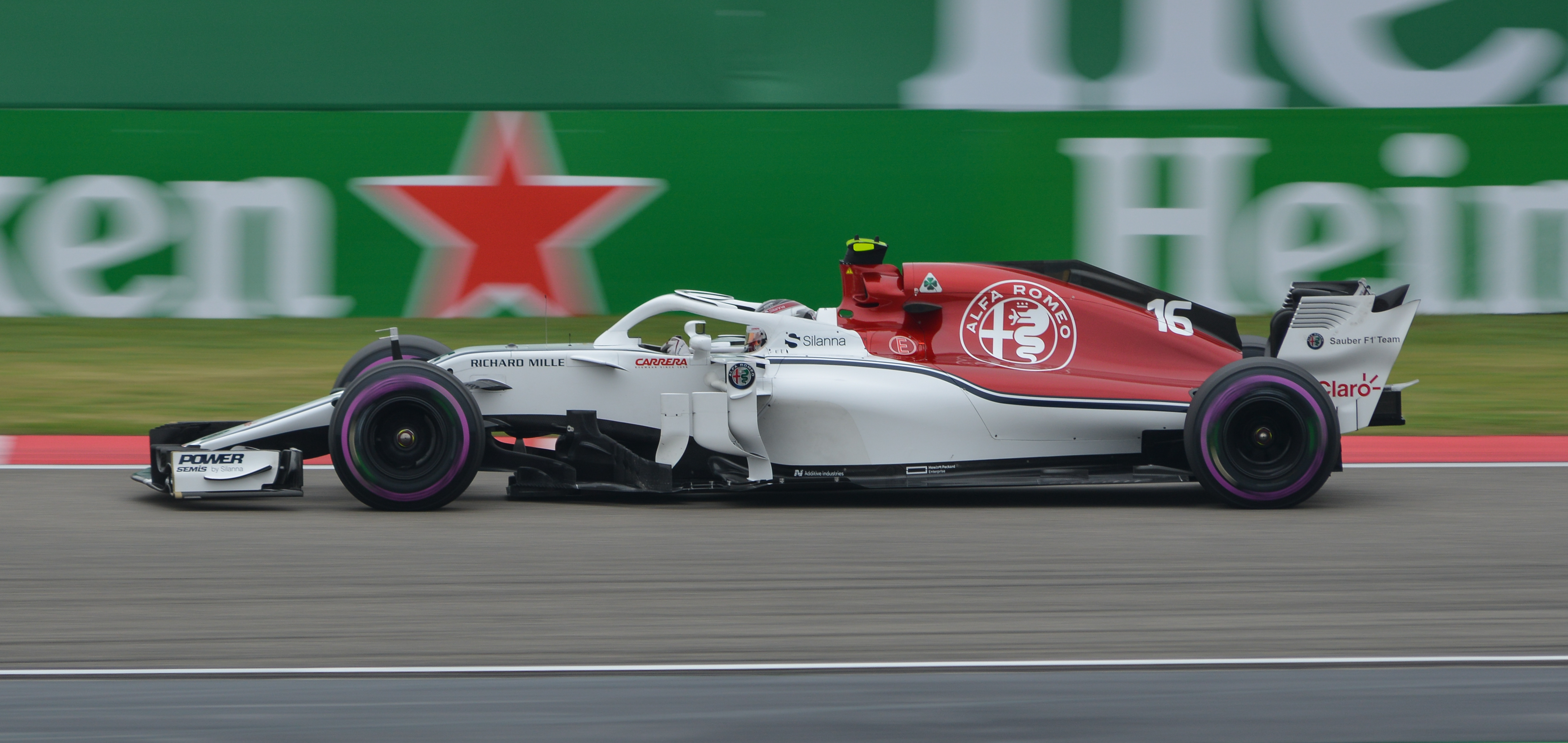
Charles Leclerc en Chine avec la Sauber C37.

Le 29 novembre 2017, Sauber annonce la signature d'un contrat de partenariat sur plusieurs années avec Alfa Romeo, l'écurie de Formule 1 prenant en 2018 la dénomination « Alfa Romeo Sauber F1 Team ». Alfa Romeo n'est qu'un sponsor-titre, l'écurie restant motorisée par Ferrari qui fournit un moteur V6 aux spécifications 2018,,.
Le 2 décembre 2017, Charles Leclerc est titularisé pour la saison 2018, aux côtés de Marcus Ericsson.
Le début de saison, en Australie, est difficile, Ericsson abandonnant sur un problème de direction dès le début de course tandis que Leclerc se classe treizième de son premier Grand Prix. Après trois abandons a Monaco, victime d'un problème de freins, en Grande-Bretagne, à cause d'une roue mal fixée et en Hongrie, sur problème mécanique, Charles Leclerc se classe sixième en Azerbaïdjan. En Autriche, pénalisé de cinq places pour changement de boîte de vitesses, il termine neuvième. Ericsson réalise sa meilleure performance à Bahreïn et en Allemagne où il termine neuvième.
Le 1er février 2019, l'écurie change de dénomination commerciale pour devenir Alfa Romeo Racing bien que Sauber soit toujours engagé en tant que constructeur en championnat du monde,,.
Le 13 décembre 2022, Frédéric Vasseur quitte Sauber et devient Team Principal chez Ferrari. Le même jour, Andreas Seidl est annoncé pour le remplacer.

### 2024-2025: transition avant Audi sous le nom propre de Sauber
Le 26 août 2022, Alfa Romeo annonce la fin de son partenariat commercial avec Sauber à l'issue de la saison 2023. Le 26 octobre 2022, la marque allemande Audi qui s'est notamment illustrée en championnat du monde des rallyes puis en sport-prototype, confirme qu'elle a choisi Sauber comme partenaire pour son entrée en Formule 1 ; entrant dans le capital de l'écurie, elle doit en prendre le contrôle en 2024 puis débuter sous sa dénomination propre à partir de 2026.
Ainsi, avant l'arrivée d'Audi, Sauber s'engage sous son nom propre en 2024 et 2025. La dénomination commerciale Kick Sauber F1 Team est dévoilée en janvier,.

## Résultats en championnat du monde de Formule 1
| Saison                                                 | Écurie                       | Châssis         | Moteur            | Pneus       | Pilotes                                                                  | Grands Prix disputés | Points inscrits | Classement |
| ------------------------------------------------------ | ---------------------------- | --------------- | ----------------- | ----------- | ------------------------------------------------------------------------ | -------------------- | --------------- | ---------- |
| 1993                                                   | Team Sauber AG               | Sauber C12      | Sauber V10        | Goodyear    | Karl Wendlinger Jyrki Järvilehto                                         | 16                   | 12              | 7e         |
| 1994                                                   | Broker Sauber Mercedes       | Sauber C13      | Mercedes-Benz V10 | Goodyear    | Karl Wendlinger Jyrki Järvilehto Heinz-Harald Frentzen Andrea De Cesaris | 15                   | 12              | 8e         |
| 1995                                                   | Red Bull Sauber Ford         | Sauber C14      | Ford-Cosworth V8  | Goodyear    | Karl Wendlinger Heinz-Harald Frentzen Jean-Christophe Boullion           | 17                   | 18              | 7e         |
| 1996                                                   | Red Bull Sauber Ford         | Sauber C15      | Ford-Cosworth V10 | Goodyear    | Heinz-Harald Frentzen Johnny Herbert                                     | 16                   | 11              | 7e         |
| 1997                                                   | Red Bull Sauber Petronas     | Sauber C16      | Petronas V10      | Goodyear    | Johnny Herbert Nicola Larini Gianni Morbidelli Norberto Fontana          | 17                   | 16              | 7e         |
| 1998                                                   | Red Bull Sauber Petronas     | Sauber C17      | Petronas V10      | Goodyear    | Jean Alesi Johnny Herbert                                                | 16                   | 10              | 6e         |
| 1999                                                   | Red Bull Sauber Petronas     | Sauber C18      | Petronas V10      | Bridgestone | Jean Alesi Pedro Diniz                                                   | 16                   | 5               | 8e         |
| 2000                                                   | Red Bull Sauber Petronas     | Sauber C19      | Petronas V10      | Bridgestone | Pedro Diniz Mika Salo                                                    | 16                   | 6               | 8e         |
| 2001                                                   | Red Bull Sauber Petronas     | Sauber C20      | Petronas V10      | Bridgestone | Nick Heidfeld Kimi Räikkönen                                             | 17                   | 21              | 4e         |
| 2002                                                   | Sauber Petronas              | Sauber C21      | Petronas V10      | Bridgestone | Nick Heidfeld Felipe Massa Heinz-Harald Frentzen                         | 17                   | 11              | 5e         |
| 2003                                                   | Sauber Petronas              | Sauber C22      | Petronas V10      | Bridgestone | Nick Heidfeld Heinz-Harald Frentzen                                      | 16                   | 19              | 6e         |
| 2004                                                   | Sauber Petronas              | Sauber C23      | Petronas V10      | Bridgestone | Giancarlo Fisichella Felipe Massa                                        | 18                   | 34              | 6e         |
| 2005                                                   | Sauber Petronas              | Sauber C24      | Petronas V10      | Michelin    | Jacques Villeneuve Felipe Massa                                          | 18                   | 20              | 8e         |
| 2006-2010 : Rachat de l'écurie par le constructeur BMW |                              |                 |                   |             |                                                                          |                      |                 |            |
| 2011                                                   | Sauber F1 Team               | Sauber C30      | Ferrari V8        | Pirelli     | Kamui Kobayashi Sergio Pérez Pedro de la Rosa                            | 19                   | 44              | 7e         |
| 2012                                                   | Sauber F1 Team               | Sauber C31      | Ferrari V8        | Pirelli     | Kamui Kobayashi Sergio Pérez                                             | 20                   | 126             | 6e         |
| 2013                                                   | Sauber F1 Team               | Sauber C32      | Ferrari V8        | Pirelli     | Nico Hülkenberg Esteban Gutiérrez                                        | 19                   | 57              | 7e         |
| 2014                                                   | Sauber F1 Team               | Sauber C33      | Ferrari V6 turbo  | Pirelli     | Adrian Sutil Esteban Gutiérrez                                           | 19                   | 0               | 10e        |
| 2015                                                   | Sauber F1 Team               | Sauber C34      | Ferrari V6 turbo  | Pirelli     | Marcus Ericsson Felipe Nasr                                              | 19                   | 36              | 8e         |
| 2016                                                   | Sauber F1 Team               | Sauber C35      | Ferrari V6 turbo  | Pirelli     | Marcus Ericsson Felipe Nasr                                              | 21                   | 2               | 10e        |
| 2017                                                   | Sauber F1 Team               | Sauber C36      | Ferrari V6 turbo  | Pirelli     | Marcus Ericsson Pascal Wehrlein Antonio Giovinazzi                       | 20                   | 5               | 10e        |
| 2018                                                   | Alfa Romeo Sauber F1 Team    | Sauber C37      | Ferrari V6 turbo  | Pirelli     | Marcus Ericsson Charles Leclerc                                          | 21                   | 48              | 8e         |
| 2019                                                   | Alfa Romeo Racing            | Alfa Romeo C38  | Ferrari V6 turbo  | Pirelli     | Kimi Räikkönen Antonio Giovinazzi                                        | 21                   | 57              | 8e         |
| 2020                                                   | Alfa Romeo Racing Orlen      | Alfa Romeo C39  | Ferrari V6 turbo  | Pirelli     | Kimi Räikkönen Antonio Giovinazzi                                        | 17                   | 8               | 8e         |
| 2021                                                   | Alfa Romeo Racing Orlen      | Alfa Romeo C41  | Ferrari V6 turbo  | Pirelli     | Kimi Räikkönen Antonio Giovinazzi Robert Kubica                          | 22                   | 13              | 9e         |
| 2022                                                   | Alfa Romeo F1 Team ORLEN     | Alfa Romeo C42  | Ferrari V6 turbo  | Pirelli     | Valtteri Bottas Zhou Guanyu                                              | 22                   | 55              | 6e         |
| 2023                                                   | Alfa Romeo F1 Team Stake     | Alfa Romeo C43  | Ferrari V6 turbo  | Pirelli     | Valtteri Bottas Zhou Guanyu                                              | 22                   | 16              | 9e         |
| 2024                                                   | Stake F1 Team Kick Sauber F1 | Kick Sauber C44 | Ferrari V6 turbo  | Pirelli     | Valtteri Bottas Zhou Guanyu                                              | 24                   | 4               | 10e        |
| 2025                                                   | Stake F1 Team Kick Sauber F1 | Kick Sauber C45 | Ferrari V6 turbo  | Pirelli     | Nico Hülkenberg Gabriel Bortoleto                                        | 12                   | 41              | 6e         |

| Saison | Écurie                       | Châssis         | Moteur                                | Pneus | Pilotes                  | Courses | Courses | Courses | Courses | Courses | Courses | Courses | Courses | Courses | Courses | Courses | Courses | Courses | Courses | Courses | Courses | Courses | Courses | Courses | Courses | Courses | Courses | Courses | Courses | Points inscrits | Classement |  |  |
| Saison | Écurie                       | Châssis         | Moteur                                | Pneus | Pilotes                  | 1       | 2       | 3       | 4       | 5       | 6       | 7       | 8       | 9       | 10      | 11      | 12      | 13      | 14      | 15      | 16      | 17      | 18      | 19      | 20      | 21      | 22      | 23      | 24      | Points inscrits | Classement |  |  |
| ------ | ---------------------------- | --------------- | ------------------------------------- | ----- | ------------------------ | ------- | ------- | ------- | ------- | ------- | ------- | ------- | ------- | ------- | ------- | ------- | ------- | ------- | ------- | ------- | ------- | ------- | ------- | ------- | ------- | ------- | ------- | ------- | ------- | --------------- | ---------- |  |  |
| 1993   | Sauber                       | Sauber C12      | Sauber V10 LH10                       | G     |                          | AFS     | BRE     | EUR     | SMR     | ESP     | MON     | CAN     | FRA     | GBR     | ALL     | HON     | BEL     | ITA     | POR     | JAP     | AUS     |         |         |         |         |         |         |         |         | 12              | 7e         |  |  |
| 1993   | Sauber                       | Sauber C12      | Sauber V10 LH10                       | G     | Karl Wendlinger          | Abd.    | Abd.    | Abd.    | Abd.    | Abd.    | 13e     | 6e      | Abd.    | Abd.    | 9e      | 6e      | Abd.    | 4e      | 5e      | Abd.    | 15e     |         |         |         |         |         |         |         |         | 12              | 7e         |  |  |
| 1993   | Sauber                       | Sauber C12      | Sauber V10 LH10                       | G     | Jyrki Järvilehto         | 5e      | Abd.    | Abd.    | 4e      | Abd.    | Abd.    | 7e      | Abd.    | 8e      | Abd.    | Abd.    | 9e      | Abd.    | 7e      | 8e      | Abd.    |         |         |         |         |         |         |         |         | 12              | 7e         |  |  |
| 1994   | Broker Sauber Mercedes       | Sauber C13      | Mercedes V10 2175B                    | G     |                          | BRE     | PAC     | SMR     | MON     | ESP     | CAN     | FRA     | GBR     | ALL     | HON     | BEL     | ITA     | POR     | EUR     | JAP     | AUS     |         |         |         |         |         |         |         |         | 12              | 8e         |  |  |
| 1994   | Broker Sauber Mercedes       | Sauber C13      | Mercedes V10 2175B                    | G     | Karl Wendlinger          | 6e      | Abd.    | 4e      | Np.     |         |         |         |         |         |         |         |         |         |         |         |         |         |         |         |         |         |         |         |         | 12              | 8e         |  |  |
| 1994   | Broker Sauber Mercedes       | Sauber C13      | Mercedes V10 2175B                    | G     | Jyrki Järvilehto         |         |         |         |         |         |         |         |         |         |         |         |         |         |         | Abd.    | 10e     |         |         |         |         |         |         |         |         | 12              | 8e         |  |  |
| 1994   | Broker Sauber Mercedes       | Sauber C13      | Mercedes V10 2175B                    | G     | Heinz-Harald Frentzen    | Abd.    | 5e      | 7e      | Np.     | Abd.    | Abd.    | 4e      | 7e      | Abd.    | Abd.    | Abd.    | Abd.    | Abd.    | 6e      | 6e      | 7e      |         |         |         |         |         |         |         |         | 12              | 8e         |  |  |
| 1994   | Broker Sauber Mercedes       | Sauber C13      | Mercedes V10 2175B                    | G     | Andrea De Cesaris        |         |         |         |         |         | Abd.    | 6e      | Abd.    | Abd.    | Abd.    | Abd.    | Abd.    | Abd.    | Abd.    |         |         |         |         |         |         |         |         |         |         | 12              | 8e         |  |  |
| 1995   | Red Bull Sauber Ford         | Sauber C14      | Ford-Cosworth V8 ECA Zetec-R          | G     |                          | BRE     | ARG     | SMR     | ESP     | MON     | CAN     | FRA     | GBR     | ALL     | HON     | BEL     | ITA     | POR     | EUR     | PAC     | JAP     | AUS     |         |         |         |         |         |         |         | 18              | 7e         |  |  |
| 1995   | Red Bull Sauber Ford         | Sauber C14      | Ford-Cosworth V8 ECA Zetec-R          | G     | Karl Wendlinger          | Abd.    | Abd.    | Abd.    | 13e     |         |         |         |         |         |         |         |         |         |         |         | 10e     | Abd.    |         |         |         |         |         |         |         | 18              | 7e         |  |  |
| 1995   | Red Bull Sauber Ford         | Sauber C14      | Ford-Cosworth V8 ECA Zetec-R          | G     | Heinz-Harald Frentzen    | Abd.    | 5e      | 6e      | 8e      | 6e      | Abd.    | 10e     | 6e      | Abd.    | 5e      | 4e      | 3e      | 6e      | Abd.    | 7e      | 8e      | Abd.    |         |         |         |         |         |         |         | 18              | 7e         |  |  |
| 1995   | Red Bull Sauber Ford         | Sauber C14      | Ford-Cosworth V8 ECA Zetec-R          | G     | Jean-Christophe Boullion |         |         |         |         | 8e      | Abd.    | Abd.    | 9e      | 5e      | 10e     | 11e     | 6e      | 12e     | Abd.    | Abd.    |         |         |         |         |         |         |         |         |         | 18              | 7e         |  |  |
| 1996   | Red Bull Sauber Ford         | Sauber C15      | Ford-Cosworth V10 JD Zetec-R          | G     |                          | AUS     | BRE     | ARG     | EUR     | SMR     | MON     | ESP     | CAN     | FRA     | GBR     | ALL     | HON     | BEL     | ITA     | POR     | JAP     |         |         |         |         |         |         |         |         | 11              | 7e         |  |  |
| 1996   | Red Bull Sauber Ford         | Sauber C15      | Ford-Cosworth V10 JD Zetec-R          | G     | Heinz-Harald Frentzen    | 8e      | Abd.    | Abd.    | Abd.    | Abd.    | 4e      | 4e      | Abd.    | Abd.    | 8e      | 8e      | Abd.    | Abd.    | Abd.    | 7e      | 6e      |         |         |         |         |         |         |         |         | 11              | 7e         |  |  |
| 1996   | Red Bull Sauber Ford         | Sauber C15      | Ford-Cosworth V10 JD Zetec-R          | G     | Johnny Herbert           | Np.     | Abd.    | 9e      | 7e      | Abd.    | 3e      | Abd.    | 7e      | Dsq.    | 9e      | Abd.    | Abd.    | Abd.    | 9e      | 8e      | 10e     |         |         |         |         |         |         |         |         | 11              | 7e         |  |  |
| 1997   | Red Bull Sauber Petronas     | Sauber C16      | Petronas V10 SPE 01                   | G     |                          | AUS     | BRE     | ARG     | SMR     | MON     | ESP     | CAN     | FRA     | GBR     | ALL     | HON     | BEL     | ITA     | AUT     | LUX     | JAP     | EUR     |         |         |         |         |         |         |         | 16              | 7e         |  |  |
| 1997   | Red Bull Sauber Petronas     | Sauber C16      | Petronas V10 SPE 01                   | G     | Johnny Herbert           | Abd.    | 7e      | 4e      | Abd.    | Abd.    | 5e      | 5e      | 8e      | Abd.    | Abd.    | 3e      | 4e      | Abd.    | 8e      | 7e      | 6e      | 8e      |         |         |         |         |         |         |         | 16              | 7e         |  |  |
| 1997   | Red Bull Sauber Petronas     | Sauber C16      | Petronas V10 SPE 01                   | G     | Nicola Larini            | 6e      | 11e     | Abd.    | 7e      | Abd.    |         |         |         |         |         |         |         |         |         |         |         |         |         |         |         |         |         |         |         | 16              | 7e         |  |  |
| 1997   | Red Bull Sauber Petronas     | Sauber C16      | Petronas V10 SPE 01                   | G     | Gianni Morbidelli        |         |         |         |         |         | 14e     | 10e     |         |         |         | Abd.    | 9e      | 12e     | 9e      | 9e      | Np.     |         |         |         |         |         |         |         |         | 16              | 7e         |  |  |
| 1997   | Red Bull Sauber Petronas     | Sauber C16      | Petronas V10 SPE 01                   | G     | Norberto Fontana         |         |         |         |         |         |         |         | Abd.    | 9e      | 9e      |         |         |         |         |         |         | 14e     |         |         |         |         |         |         |         | 16              | 7e         |  |  |
| 1998   | Red Bull Sauber Petronas     | Sauber C17      | Petronas V10 SPE 01D                  | G     |                          | AUS     | BRE     | ARG     | SMR     | ESP     | MON     | CAN     | FRA     | GBR     | AUT     | ALL     | HON     | BEL     | ITA     | LUX     | JAP     |         |         |         |         |         |         |         |         | 10              | 6e         |  |  |
| 1998   | Red Bull Sauber Petronas     | Sauber C17      | Petronas V10 SPE 01D                  | G     | Jean Alesi               | Abd.    | 9e      | 5e      | 6e      | 10e     | 12e     | Abd.    | 7e      | Abd.    | Abd.    | 10e     | 7e      | 3e      | 5e      | 10e     | 7e      |         |         |         |         |         |         |         |         | 10              | 6e         |  |  |
| 1998   | Red Bull Sauber Petronas     | Sauber C17      | Petronas V10 SPE 01D                  | G     | Johnny Herbert           | 6e      | 11e     | Abd.    | Abd.    | 7e      | 7e      | Abd.    | 8e      | Abd.    | 8e      | Abd.    | 10e     | Abd.    | Abd.    | Abd.    | 10e     |         |         |         |         |         |         |         |         | 10              | 6e         |  |  |
| 1999   | Red Bull Sauber Petronas     | Sauber C18      | Petronas V10 SPE 03A                  | B     |                          | AUS     | BRE     | SMR     | MON     | ESP     | CAN     | FRA     | GBR     | AUT     | ALL     | HON     | BEL     | ITA     | EUR     | MAL     | JAP     |         |         |         |         |         |         |         |         | 5               | 8e         |  |  |
| 1999   | Red Bull Sauber Petronas     | Sauber C18      | Petronas V10 SPE 03A                  | B     | Jean Alesi               | Abd.    | Abd.    | 6e      | Abd.    | Abd.    | Abd.    | Abd.    | 14e     | Abd.    | 8e      | 16e     | 9e      | 9e      | Abd.    | 7e      | 6e      |         |         |         |         |         |         |         |         | 5               | 8e         |  |  |
| 1999   | Red Bull Sauber Petronas     | Sauber C18      | Petronas V10 SPE 03A                  | B     | Pedro Diniz              | Abd.    | Abd.    | Abd.    | Abd.    | Abd.    | 6e      | Abd.    | 6e      | 6e      | Abd.    | Abd.    | Abd.    | Abd.    | Abd.    | Abd.    | 11e     |         |         |         |         |         |         |         |         | 5               | 8e         |  |  |
| 2000   | Red Bull Sauber Petronas     | Sauber C19      | Petronas V10 SPE 04A                  | B     |                          | AUS     | BRE     | SMR     | GBR     | ESP     | EUR     | MON     | CAN     | FRA     | AUT     | ALL     | HON     | BEL     | ITA     | USA     | JAP     | MAL     |         |         |         |         |         |         |         | 6               | 8e         |  |  |
| 2000   | Red Bull Sauber Petronas     | Sauber C19      | Petronas V10 SPE 04A                  | B     | Pedro Diniz              | Abd.    | Np.     | 8e      | 11e     | Abd.    | 7e      | Abd.    | 10e     | 11e     | 9e      | Abd.    | Abd.    | 11e     | 8e      | 8e      | 11e     | Abd.    |         |         |         |         |         |         |         | 6               | 8e         |  |  |
| 2000   | Red Bull Sauber Petronas     | Sauber C19      | Petronas V10 SPE 04A                  | B     | Mika Salo                | Dsq.    | Np.     | 6e      | 8e      | 7e      | Abd.    | 5e      | Abd.    | 10e     | 6e      | 5e      | 10e     | 9e      | 7e      | Abd.    | 10e     | 8e      |         |         |         |         |         |         |         | 6               | 8e         |  |  |
| 2001   | Red Bull Sauber Petronas     | Sauber C20      | Petronas V10 01A                      | B     |                          | AUS     | MAL     | BRE     | SMR     | ESP     | AUT     | MON     | CAN     | EUR     | FRA     | GBR     | ALL     | HON     | BEL     | ITA     | USA     | JAP     |         |         |         |         |         |         |         | 21              | 4e         |  |  |
| 2001   | Red Bull Sauber Petronas     | Sauber C20      | Petronas V10 01A                      | B     | Nick Heidfeld            | 4e      | Abd.    | 3e      | 7e      | 6e      | 9e      | Abd.    | Abd.    | Abd.    | 6e      | 6e      | Abd.    | 6e      | Abd.    | 11e     | 6e      | 9e      |         |         |         |         |         |         |         | 21              | 4e         |  |  |
| 2001   | Red Bull Sauber Petronas     | Sauber C20      | Petronas V10 01A                      | B     | Kimi Räikkönen           | 6e      | Abd.    | Abd.    | Abd.    | 8e      | 4e      | 10e     | 4e      | 10e     | 7e      | 5e      | Abd.    | 7e      | Abd.    | 7e      | Abd.    | Abd.    |         |         |         |         |         |         |         | 21              | 4e         |  |  |
| 2002   | Sauber Petronas              | Sauber C21      | Petronas V10 02A                      | B     |                          | AUS     | MAL     | BRE     | SMR     | ESP     | AUT     | MON     | CAN     | EUR     | GBR     | FRA     | ALL     | HON     | BEL     | ITA     | USA     | JAP     |         |         |         |         |         |         |         | 11              | 5e         |  |  |
| 2002   | Sauber Petronas              | Sauber C21      | Petronas V10 02A                      | B     | Nick Heidfeld            | Abd.    | 5e      | Abd.    | 10e     | 4e      | Abd.    | 8e      | 12e     | 7e      | 6e      | 7e      | 6e      | 9e      | 10e     | 10e     | 9e      | 7e      |         |         |         |         |         |         |         | 11              | 5e         |  |  |
| 2002   | Sauber Petronas              | Sauber C21      | Petronas V10 02A                      | B     | Felipe Massa             | Abd.    | 6e      | Abd.    | 8e      | 5e      | Abd.    | Abd.    | 9e      | 6e      | 9e      | Abd.    | 7e      | 7e      | Abd.    | Abd.    |         | Abd.    |         |         |         |         |         |         |         | 11              | 5e         |  |  |
| 2002   | Sauber Petronas              | Sauber C21      | Petronas V10 02A                      | B     | Heinz-Harald Frentzen    |         |         |         |         |         |         |         |         |         |         |         |         |         |         |         | 13e     |         |         |         |         |         |         |         |         | 11              | 5e         |  |  |
| 2003   | Sauber Petronas              | Sauber C22      | Petronas V10 03A                      | B     |                          | AUS     | MAL     | BRE     | SMR     | ESP     | AUT     | MON     | CAN     | EUR     | FRA     | GBR     | ALL     | HON     | ITA     | USA     | JAP     |         |         |         |         |         |         |         |         | 19              | 6e         |  |  |
| 2003   | Sauber Petronas              | Sauber C22      | Petronas V10 03A                      | B     | Nick Heidfeld            | Abd.    | 8e      | Abd.    | 10e     | 10e     | Abd.    | 11e     | Abd.    | 8e      | 13e     | 17e     | 10e     | 9e      | 9e      | 5e      | 9e      |         |         |         |         |         |         |         |         | 19              | 6e         |  |  |
| 2003   | Sauber Petronas              | Sauber C22      | Petronas V10 03A                      | B     | Heinz-Harald Frentzen    | 6e      | 9e      | 5e      | 11e     | Abd.    | Np.     | Abd.    | Abd.    | 9e      | 12e     | 12e     | Abd.    | Abd.    | 13e     | 3e      | Abd.    |         |         |         |         |         |         |         |         | 19              | 6e         |  |  |
| 2004   | Sauber Petronas              | Sauber C23      | Petronas V10 04A                      | B     |                          | AUS     | MAL     | BAH     | SMR     | ESP     | MON     | EUR     | CAN     | USA     | FRA     | GBR     | ALL     | HON     | BEL     | ITA     | CHI     | JAP     | BRE     |         |         |         |         |         |         | 34              | 6e         |  |  |
| 2004   | Sauber Petronas              | Sauber C23      | Petronas V10 04A                      | B     | Giancarlo Fisichella     | 10e     | 11e     | 11e     | 9e      | 7e      | Abd.    | 6e      | 4e      | 9e      | 12e     | 6e      | 9e      | 8e      | 5e      | 8e      | 7e      | 8e      | 9e      |         |         |         |         |         |         | 34              | 6e         |  |  |
| 2004   | Sauber Petronas              | Sauber C23      | Petronas V10 04A                      | B     | Felipe Massa             | Abd.    | 8e      | 12e     | 10e     | 9e      | 5e      | 9e      | Abd.    | Abd.    | 13e     | 9e      | 13e     | Abd.    | 4e      | 12e     | 8e      | 9e      | 8e      |         |         |         |         |         |         | 34              | 6e         |  |  |
| 2005   | Sauber Petronas              | Sauber C24      | Petronas V10 05A                      | M     |                          | AUS     | MAL     | BAH     | SMR     | ESP     | MON     | EUR     | CAN     | USA     | FRA     | GBR     | ALL     | HON     | TUR     | ITA     | BEL     | BRE     | JAP     | CHI     |         |         |         |         |         | 20              | 8e         |  |  |
| 2005   | Sauber Petronas              | Sauber C24      | Petronas V10 05A                      | M     | Jacques Villeneuve       | 13e     | Abd.    | 11e     | 4e      | Abd.    | 11e     | 13e     | 9e      | Np.     | 8e      | 14e     | 15e     | Abd.    | 11e     | 11e     | 6e      | 12e     | 12e     | 10e     |         |         |         |         |         | 20              | 8e         |  |  |
| 2005   | Sauber Petronas              | Sauber C24      | Petronas V10 05A                      | M     | Felipe Massa             | 10e     | 10e     | 7e      | 10e     | 11e     | 9e      | 14e     | 4e      | Np.     | Abd.    | 10e     | 8e      | 14e     | Abd.    | 9e      | 10e     | 11e     | 10e     | 6e      |         |         |         |         |         | 20              | 8e         |  |  |
| 2011   | Sauber F1 Team               | Sauber C30      | Ferrari V8 Type 056                   | P     |                          | AUS     | MAL     | CHI     | TUR     | ESP     | MON     | CAN     | EUR     | GBR     | ALL     | HON     | BEL     | ITA     | SIN     | JAP     | COR     | IND     | ABU     | BRE     |         |         |         |         |         | 44              | 7e         |  |  |
| 2011   | Sauber F1 Team               | Sauber C30      | Ferrari V8 Type 056                   | P     | Kamui Kobayashi          | Dsq.    | 7e      | 10e     | 10e     | 10e     | 5e      | 7e      | 16e     | Abd.    | 9e      | 11e     | 12e     | Abd.    | 14e     | 13e     | 15e     | Abd.    | 10e     | 9e      |         |         |         |         |         | 44              | 7e         |  |  |
| 2011   | Sauber F1 Team               | Sauber C30      | Ferrari V8 Type 056                   | P     | Sergio Pérez             | Dsq.    | Abd.    | 17e     | 14e     | 9e      | Np.     |         | 11e     | 7e      | 11e     | 15e     | Abd.    | Abd.    | 10e     | 8e      | 16e     | 10e     | 11e     | 13e     |         |         |         |         |         | 44              | 7e         |  |  |
| 2011   | Sauber F1 Team               | Sauber C30      | Ferrari V8 Type 056                   | P     | Pedro de la Rosa         |         |         |         |         |         |         | 12e     |         |         |         |         |         |         |         |         |         |         |         |         |         |         |         |         |         | 44              | 7e         |  |  |
| 2012   | Sauber F1 Team               | Sauber C31      | Ferrari V8 Type 056                   | P     |                          | AUS     | MAL     | CHI     | BAH     | ESP     | MON     | CAN     | EUR     | GBR     | ALL     | HON     | BEL     | ITA     | SIN     | JAP     | COR     | IND     | ABU     | USA     | BRE     |         |         |         |         | 126             | 6e         |  |  |
| 2012   | Sauber F1 Team               | Sauber C31      | Ferrari V8 Type 056                   | P     | Kamui Kobayashi          | 6e      | Abd.    | 10e     | 13e     | 5e      | Abd.    | 9e      | Abd.    | 11e     | 4e      | 18e*    | 13e     | 9e      | 13e     | 3e      | Abd.    | 14e     | 6e      | 14e     | 9e      |         |         |         |         | 126             | 6e         |  |  |
| 2012   | Sauber F1 Team               | Sauber C31      | Ferrari V8 Type 056                   | P     | Sergio Pérez             | 8e      | 2e      | 11e     | 11e     | Abd.    | 11e     | 3e      | 9e      | Abd.    | 6e      | 14e     | Abd.    | 2e      | 10e     | Abd.    | 11e     | Abd.    | 15e     | 11e     | Abd.    |         |         |         |         | 126             | 6e         |  |  |
| 2013   | Sauber F1 Team               | Sauber C32      | Ferrari V8 Tipo 056                   | P     |                          | AUS     | MAL     | CHI     | BAH     | ESP     | MON     | CAN     | GBR     | ALL     | HON     | BEL     | ITA     | SIN     | COR     | JAP     | IND     | ABU     | USA     | BRE     |         |         |         |         |         | 57              | 7e         |  |  |
| 2013   | Sauber F1 Team               | Sauber C32      | Ferrari V8 Tipo 056                   | P     | Nico Hülkenberg          | Np.     | 8e      | 10e     | 12e     | 15e     | 11e     | Abd     | 10e     | 10e     | 11e     | 13e     | 5e      | 9e      | 4e      | 6e      | 19e*    | 14e     | 6e      | 8e      |         |         |         |         |         | 57              | 7e         |  |  |
| 2013   | Sauber F1 Team               | Sauber C32      | Ferrari V8 Tipo 056                   | P     | Esteban Gutiérrez        | 13e     | 12e     | Abd.    | 18e     | 11e     | 13e     | 20e*    | 14e     | 14e     | Abd.    | 14e     | 13e     | 12e     | 11e     | 7e      | 15e     | 13e     | 13e     | 12e     |         |         |         |         |         | 57              | 7e         |  |  |
| 2014   | Sauber F1 Team               | Sauber C33      | Ferrari V6 turbo hybride Tipo 059/3   | P     |                          | AUS     | MAL     | BAH     | CHI     | ESP     | MON     | CAN     | AUT     | GBR     | ALL     | HON     | BEL     | ITA     | SIN     | JAP     | RUS     | USA     | BRE     | ABU     |         |         |         |         |         | 0               | 10e        |  |  |
| 2014   | Sauber F1 Team               | Sauber C33      | Ferrari V6 turbo hybride Tipo 059/3   | P     | Esteban Gutiérrez        | 13e     | Abd.    | Abd.    | 16e     | 17e     | Abd.    | 14e*    | 19e     | Abd.    | 14e     | Abd.    | 15e     | 20e     | Abd.    | 13e     | 15e     | 14e     | 14e     | 15e     |         |         |         |         |         | 0               | 10e        |  |  |
| 2014   | Sauber F1 Team               | Sauber C33      | Ferrari V6 turbo hybride Tipo 059/3   | P     | Adrian Sutil             | 12e     | Abd.    | Abd.    | Abd.    | 16e     | Abd.    | 13e     | 13e     | 13e     | Abd.    | 11e     | 14e     | 15e     | Abd.    | Abd.    | 16e     | Abd.    | 16e     | 16e     |         |         |         |         |         | 0               | 10e        |  |  |
| 2015   | Sauber F1 Team               | Sauber C34      | Ferrari V6 turbo hybride Tipo 059/4   | P     |                          | AUS     | MAL     | CHI     | BAH     | ESP     | MON     | CAN     | AUT     | GBR     | HON     | BEL     | ITA     | SIN     | JAP     | RUS     | USA     | MEX     | BRE     | ABU     |         |         |         |         |         | 36              | 8e         |  |  |
| 2015   | Sauber F1 Team               | Sauber C34      | Ferrari V6 turbo hybride Tipo 059/4   | P     | Marcus Ericsson          | 8e      | Abd.    | 10e     | 14e     | 14e     | 13e     | 14e     | 13e     | 11e     | 10e     | 10e     | 9e      | 11e     | 14e     | Abd.    | Abd.    | 12e     | 16e     | 14e     |         |         |         |         |         | 36              | 8e         |  |  |
| 2015   | Sauber F1 Team               | Sauber C34      | Ferrari V6 turbo hybride Tipo 059/4   | P     | Felipe Nasr              | 5e      | 12e     | 8e      | 12e     | 12e     | 9e      | 16e     | 11e     | Np.     | 11e     | 11e     | 13e     | 10e     | 20e*    | 6e      | 9e      | Abd.    | 13e     | 15e     |         |         |         |         |         | 36              | 8e         |  |  |
| 2016   | Sauber F1 Team               | Sauber C35      | Ferrari V6 turbo hybride Tipo 059/5   | P     |                          | AUS     | BAH     | CHI     | RUS     | ESP     | MON     | CAN     | EUR     | AUT     | GBR     | HON     | ALL     | BEL     | ITA     | SIN     | MAL     | JAP     | USA     | MEX     | BRE     | ABU     |         |         |         | 2               | 10e        |  |  |
| 2016   | Sauber F1 Team               | Sauber C35      | Ferrari V6 turbo hybride Tipo 059/5   | P     | Marcus Ericsson          | Abd.    | 12e     | 16e     | 14e     | 12e     | Abd.    | 15e     | 17e     | 15e     | Abd.    | 20e     | 18e     | Abd.    | 16e     | 17e     | 12e     | 15e     | 14e     | 11e     | Abd.    | 15e     |         |         |         | 2               | 10e        |  |  |
| 2016   | Sauber F1 Team               | Sauber C35      | Ferrari V6 turbo hybride Tipo 059/5   | P     | Felipe Nasr              | 15e     | 14e     | 20e     | 16e     | 15e     | Abd.    | 18e     | 12e     | 13e     | 15e     | 17e     | Abd.    | 17e     | Abd.    | 13e     | Abd.    | 19e     | 15e     | 15e     | 9e      | 16e     |         |         |         | 2               | 10e        |  |  |
| 2017   | Sauber F1 Team               | Sauber C36      | Ferrari V6 turbo hybride Tipo 059/5   | P     |                          | AUS     | CHI     | BAH     | RUS     | ESP     | MON     | CAN     | AZE     | AUT     | GBR     | HON     | BEL     | ITA     | SIN     | MAL     | JAP     | USA     | MEX     | BRE     | ABU     |         |         |         |         | 5               | 10e        |  |  |
| 2017   | Sauber F1 Team               | Sauber C36      | Ferrari V6 turbo hybride Tipo 059/5   | P     | Marcus Ericsson          | Abd.    | 15e     | Abd.    | 15e     | 11e     | Abd.    | 13e     | 11e     | 15e     | 14e     | 16e     | 16e     | 18e*    | Abd.    | 18e     | Abd.    | 15e     | Abd.    | 13e     | 17e     |         |         |         |         | 5               | 10e        |  |  |
| 2017   | Sauber F1 Team               | Sauber C36      | Ferrari V6 turbo hybride Tipo 059/5   | P     | Pascal Wehrlein          |         |         | 11e     | 16e     | 8e      | Abd.    | 15e     | 10e     | 14e     | 17e     | 15e     | Abd.    | 16e     | 12e     | 17e     | 15e     | Abd.    | 14e     | 14e     | 14e     |         |         |         |         | 5               | 10e        |  |  |
| 2017   | Sauber F1 Team               | Sauber C36      | Ferrari V6 turbo hybride Tipo 059/5   | P     | Antonio Giovinazzi       | 12e     | Abd.    |         |         |         |         |         |         |         |         |         |         |         |         |         |         |         |         |         |         |         |         |         |         | 5               | 10e        |  |  |
| 2018   | Alfa Romeo Sauber F1 Team    | Sauber C37      | Ferrari V6 turbo hybride Tipo 062 EVO | P     |                          | AUS     | BHR     | CHI     | AZE     | ESP     | MON     | CAN     | FRA     | AUT     | GBR     | ALL     | HON     | BEL     | ITA     | SIN     | RUS     | JPN     | USA     | MEX     | BRE     | ABU     |         |         |         | 48              | 8e         |  |  |
| 2018   | Alfa Romeo Sauber F1 Team    | Sauber C37      | Ferrari V6 turbo hybride Tipo 062 EVO | P     | Marcus Ericsson          | Abd.    | 9e      | 16e     | 11e     | 13e     | 11e     | 15e     | 13e     | 10e     | Abd.    | 9e      | 15e     | 10e     | 15e     | 11e     | 13e     | 12e     | 10e     | 9e      | Abd.    | Abd.    |         |         |         | 48              | 8e         |  |  |
| 2018   | Alfa Romeo Sauber F1 Team    | Sauber C37      | Ferrari V6 turbo hybride Tipo 062 EVO | P     | Charles Leclerc          | 13e     | 12e     | 19e     | 6e      | 10e     | Abd.    | 10e     | 10e     | 9e      | Abd.    | 15e     | Abd.    | Abd.    | 11e     | 9e      | 7e      | Abd.    | Abd.    | 7e      | 7e      | 7e      |         |         |         | 48              | 8e         |  |  |
| 2019   | Alfa Romeo Racing            | Alfa Romeo C38  | Ferrari V6 turbo hybride Tipo 064     | P     |                          | AUS     | BHR     | CHN     | AZE     | ESP     | MON     | CAN     | FRA     | AUT     | GBR     | GER     | HON     | BEL     | ITA     | SIN     | RUS     | JPN     | MEX     | USA     | BRE     | ABU     |         |         |         | 57              | 8e         |  |  |
| 2019   | Alfa Romeo Racing            | Alfa Romeo C38  | Ferrari V6 turbo hybride Tipo 064     | P     | Kimi Raïkkönen           | 8e      | 7e      | 9e      | 10e     | 14e     | 17e     | 15e     | 7e      | 9e      | 8e      | 12e     | 7e      | 16e     | 15e     | Abd.    | 13e     | 12e     | Abd.    | 11e     | 4e      | 13e     |         |         |         | 57              | 8e         |  |  |
| 2019   | Alfa Romeo Racing            | Alfa Romeo C38  | Ferrari V6 turbo hybride Tipo 064     | P     | Antonio Giovinazzi       | 15e     | 11e     | 15e     | 12e     | 16e     | 19e     | 13e     | 16e     | 10e     | Abd.    | 13e     | 18e     | 18e*    | 9e      | 10e     | 15e     | 14e     | 14e     | 14e     | 5e      | 16e     |         |         |         | 57              | 8e         |  |  |
| 2020   | Alfa Romeo Racing Orlen      | Alfa Romeo C39  | Ferrari V6 turbo hybride Tipo 065     | P     |                          | AUT     | STY     | HON     | GBR     | 70e     | ESP     | BEL     | ITA     | TOS     | RUS     | EIF     | POR     | EMI     | TUR     | BAH     | SAK     | ABU     |         |         |         |         |         |         |         | 8               | 8e         |  |  |
| 2020   | Alfa Romeo Racing Orlen      | Alfa Romeo C39  | Ferrari V6 turbo hybride Tipo 065     | P     | Kimi Raïkkönen           | Abd.    | 11e     | 15e     | 17e     | 15e     | 14e     | 12e     | 13e     | 9e      | 14e     | 12e     | 11e     | 9e      | 15e     | 15e     | 14e     | 12e     |         |         |         |         |         |         |         | 8               | 8e         |  |  |
| 2020   | Alfa Romeo Racing Orlen      | Alfa Romeo C39  | Ferrari V6 turbo hybride Tipo 065     | P     | Antonio Giovinazzi       | 9e      | 14e     | 17e     | 14e     | 17e     | 16e     | Abd.    | 16e     | Abd.    | 11e     | 10e     | 15e     | 10e     | Abd.    | 16e     | 13e     | 16e     |         |         |         |         |         |         |         | 8               | 8e         |  |  |
| 2021   | Alfa Romeo Racing Orlen      | Alfa Romeo C41  | Ferrari V6 turbo hybride Tipo 066     | P     |                          | BHR     | EMI     | POR     | ESP     | MON     | AZE     | FRA     | STY     | AUT     | GBR     | HON     | BEL     | P-B     | ITA     | RUS     | TUR     | USA     | MEX     | BRE     | QAT     | SAU     | ABU     |         |         | 13              | 9e         |  |  |
| 2021   | Alfa Romeo Racing Orlen      | Alfa Romeo C41  | Ferrari V6 turbo hybride Tipo 066     | P     | Kimi Raïkkönen           | 11e     | 13e     | Abd.    | 12e     | 11e     | 10e     | 17e     | 11e     | 15e     | 15e     | 10e     | 18e     |         |         | 8e      | 12e     | 13e     | 8e      | 12e     | 14e     | 15e     | Abd.    |         |         | 13              | 9e         |  |  |
| 2021   | Alfa Romeo Racing Orlen      | Alfa Romeo C41  | Ferrari V6 turbo hybride Tipo 066     | P     | Antonio Giovinazzi       | 12e     | 14e     | 12e     | 15e     | 10e     | 11e     | 15e     | 15e     | 14e     | 13e     | 13e     | 13e     | 14e     | 13e     | 16e     | 11e     | 11e     | 11e     | 14e     | 15e     | 9e      | Abd.    |         |         | 13              | 9e         |  |  |
| 2021   | Alfa Romeo Racing Orlen      | Alfa Romeo C41  | Ferrari V6 turbo hybride Tipo 066     | P     | Robert Kubica            |         |         |         |         |         |         |         |         |         |         |         |         | 15e     | 14e     |         |         |         |         |         |         |         |         |         |         | 13              | 9e         |  |  |
| 2022   | Alfa Romeo F1 Team Orlen     | Alfa Romeo C42  | Ferrari V6 turbo hybride Tipo 066/7   | P     |                          | BHR     | SAU     | AUS     | ITA     | MIA     | ESP     | MON     | AZE     | CAN     | GRB     | AUT     | FRA     | HON     | BEL     | P-B     | ITA     | SIN     | JAP     | USA     | MEX     | SAO     | ABU     |         |         | 55              | 6e         |  |  |
| 2022   | Alfa Romeo F1 Team Orlen     | Alfa Romeo C42  | Ferrari V6 turbo hybride Tipo 066/7   | P     | Valtteri Bottas          | 6e      | Abd.    | 8e      | 5e      | 7e      | 6e      | 9e      | 11e     | 7e      | Abd.    | 11e     | 14e     | 20e*    | Abd.    | Abd.    | 13e     | 11e     | 15e     | Abd.    | 10e     | 9e      | 15e     |         |         | 55              | 6e         |  |  |
| 2022   | Alfa Romeo F1 Team Orlen     | Alfa Romeo C42  | Ferrari V6 turbo hybride Tipo 066/7   | P     | Zhou Guanyu              | 10e     | 11e     | 11e     | 15e     | Abd.    | Abd.    | 16e     | Abd.    | 8e      | Abd.    | 14e     | Abd.    | 13e     | 14e     | 16e     | 10e     | Abd.    | 16e     | 12e     | 13e     | 12e     | 12e     |         |         | 55              | 6e         |  |  |
| 2023   | Alfa Romeo F1 Team Stake     | Alfa Romeo C43  | Ferrari V6 turbo hybride Tipo 066/10  | P     |                          | BAH     | SAU     | AUS     | AZE     | MIA     | MON     | ESP     | CAN     | AUT     | GBR     | HON     | BEL     | P-B     | ITA     | SIN     | JAP     | QAT     | USA     | MEX     | BRE     | LVE     | ABU     |         |         | 16              | 9e         |  |  |
| 2023   | Alfa Romeo F1 Team Stake     | Alfa Romeo C43  | Ferrari V6 turbo hybride Tipo 066/10  | P     | Valtteri Bottas          | 8e      | 18e     | 11e     | 18e     | 13e     | 11e     | 19e     | 10e     | 15e     | 12e     | 12e     | 12e     | 14e     | 10e     | Abd.    | Abd.    | 8e      | 12e     | 14e     | Abd.    | 17e     | 19e     |         |         | 16              | 9e         |  |  |
| 2023   | Alfa Romeo F1 Team Stake     | Alfa Romeo C43  | Ferrari V6 turbo hybride Tipo 066/10  | P     | Zhou Guanyu              | 16e     | 13e     | 9e      | Abd.    | 16e     | 13e     | 9e      | 16e     | 12e     | 15e     | 16e     | 13e     | Abd.    | 14e     | 12e     | 13e     | 9e      | 13e     | 15e     | Abd.    | 15e     | 17e     |         |         | 16              | 9e         |  |  |
| 2024   | Stake F1 Team Kick Sauber F1 | Kick Sauber C44 | Ferrari V6 turbo hybride Tipo 066/12  | P     |                          | BAH     | SAU     | AUS     | JAP     | CHN     | MIA     | EMI     | MON     | CAN     | ESP     | AUT     | GBR     | HON     | BEL     | P-B     | ITA     | AZE     | SIN     | USA     | MEX     | SAO     | LVE     | QAT     | ABU     | 4               | 10e        |  |  |
| 2024   | Stake F1 Team Kick Sauber F1 | Kick Sauber C44 | Ferrari V6 turbo hybride Tipo 066/12  | P     | Valtteri Bottas          | 19e     | 17e     | 14e     | 14e     | Abd.    | 16e     | 18e     | 13e     | 13e     | 16e     | 16e     | 15e     | 16e     | 15e     | 19e     | 16e     | 16e     | 16e     | 17e     | 14e     | 13e     | 18e     | 11e     | Abd.    | 4               | 10e        |  |  |
| 2024   | Stake F1 Team Kick Sauber F1 | Kick Sauber C44 | Ferrari V6 turbo hybride Tipo 066/12  | P     | Zhou Guanyu              | 11e     | 18e     | 15e     | Abd.    | 14e     | 14e     | 15e     | 16e     | 15e     | 13e     | 17e     | 18e     | 19e     | Abd.    | 20e     | 18e     | 14e     | 15e     | 19e     | 15e     | 15e     | 13e     | 8e      | 13e     | 4               | 10e        |  |  |
| 2025   | Stake F1 Team Kick Sauber F1 | Kick Sauber C45 | Ferrari V6 turbo hybride Tipo 066/13  | P     |                          | AUS     | CHN     | JAP     | BAH     | ARA     | MIA     | EMI     | MON     | ESP     | CAN     | AUT     | GBR     | BEL     | HON     | P-B     | ITA     | AZE     | SIN     | USA     | MEX     | BRE     | LVE     | QAT     | ABU     | 41              | 6e         |  |  |
| 2025   | Stake F1 Team Kick Sauber F1 | Kick Sauber C45 | Ferrari V6 turbo hybride Tipo 066/13  | P     | Gabriel Bortoleto        | Abd.    | 14e     | 19e     | 18e     | 18e     | Abd.    | 18e     | 14e     | 12e     | 14e     | 8e      | Abd.    |         |         |         |         |         |         |         |         |         |         |         |         | 41              | 6e         |  |  |
| 2025   | Stake F1 Team Kick Sauber F1 | Kick Sauber C45 | Ferrari V6 turbo hybride Tipo 066/13  | P     | Nico Hülkenberg          | 7e      | 15e     | 16e     | Dsq.    | 15e     | 14e     | 12e     | 16e     | 5e      | 8e      | 9e      | 3e      |         |         |         |         |         |         |         |         |         |         |         |         | 41              | 6e         |  |  |

Légende : ici 

## Palmarès des pilotes de Sauber
| Pilotes                  | Années          | Grands Prix disputés | Victoires | Podiums | Points inscrits | Pole positions | Meilleurs tours en course |
| ------------------------ | --------------- | -------------------- | --------- | ------- | --------------- | -------------- | ------------------------- |
| Marcus Ericsson          | 2015-2018       | 81                   | 0         | 0       | 18              | 0              | 0                         |
| Heinz-Harald Frentzen    | 1994-1996, 2002 | 64                   | 0         | 2       | 42              | 0              | 0                         |
| Felipe Massa             | 2002-2005       | 52                   | 0         | 0       | 27              | 0              | 0                         |
| Nick Heidfeld            | 2001-2003       | 50                   | 0         | 1       | 25              | 0              | 0                         |
| Johnny Herbert           | 1996-1998       | 49                   | 0         | 2       | 20              | 0              | 0                         |
| Kamui Kobayashi          | 2010-2012       | 39                   | 0         | 1       | 80              | 0              | 1                         |
| Felipe Nasr              | 2015-2016       | 39                   | 0         | 0       | 29              | 0              | 0                         |
| Esteban Gutiérrez        | 2013-2014       | 38                   | 0         | 0       | 6               | 0              | 1                         |
| Sergio Pérez             | 2011-2012       | 37                   | 0         | 3       | 79              | 0              | 1                         |
| Jean Alesi               | 1998-1999       | 32                   | 0         | 1       | 11              | 0              | 0                         |
| Pedro Diniz              | 1999-2000       | 32                   | 0         | 0       | 3               | 0              | 0                         |
| Karl Wendlinger          | 1993-1995       | 25                   | 0         | 0       | 11              | 0              | 0                         |
| Charles Leclerc          | 2018            | 21                   | 0         | 0       | 39              | 0              | 0                         |
| Adrian Sutil             | 2014            | 19                   | 0         | 0       | 0               | 0              | 0                         |
| Jyrki Järvilehto         | 1993-1994       | 18                   | 0         | 0       | 5               | 0              | 0                         |
| Jacques Villeneuve       | 2005            | 18                   | 0         | 0       | 9               | 0              | 0                         |
| Pascal Wehrlein          | 2017            | 18                   | 0         | 0       | 5               | 0              | 0                         |
| Giancarlo Fisichella     | 2004            | 18                   | 0         | 0       | 22              | 0              | 0                         |
| Nico Hülkenberg          | 2013, 2025      | 18                   | 0         | 1       | 92              | 0              | 0                         |
| Mika Salo                | 2000            | 16                   | 0         | 0       | 6               | 0              | 0                         |
| Kimi Räikkönen           | 2001, 2019-2021 | 16                   | 0         | 0       | 66              | 0              | 0                         |
| Jean-Christophe Boullion | 1995            | 11                   | 0         | 0       | 3               | 0              | 0                         |
| Andrea De Cesaris        | 1994            | 9                    | 0         | 0       | 1               | 0              | 0                         |
| Gianni Morbidelli        | 1997            | 7                    | 0         | 0       | 0               | 0              | 0                         |
| Nicola Larini            | 1997            | 5                    | 0         | 0       | 1               | 0              | 0                         |
| Norberto Fontana         | 1997            | 4                    | 0         | 0       | 0               | 0              | 0                         |
| Antonio Giovinazzi       | 2017, 2019-2021 | 2                    | 0         | 0       | 21              | 0              | 0                         |
| Pedro de la Rosa         | 2011            | 1                    | 0         | 0       | 0               | 0              | 0                         |

## Résultats en championnat du monde des voitures de sport
| Saison | Écurie               | Châssis                              | Moteur                                                             | Principaux pilotes                                                              | Épreuves disputées | Points inscrits | Classement |
| ------ | -------------------- | ------------------------------------ | ------------------------------------------------------------------ | ------------------------------------------------------------------------------- | ------------------ | --------------- | ---------- |
| 1986   | Kouros Racing Team   | Sauber C8                            | Mercedes-Benz M117 5,0 L turbo V8                                  | Mike Thackwell Christian Danner Henri Pescarolo                                 | 3                  | 29              | 5e         |
| 1987   | Kouros Racing Team   | Sauber C9                            | Mercedes-Benz M117 5,0 L turbo V8                                  | Mike Thackwell Christian Danner Henri Pescarolo Johnny Dumfries                 | 1                  | 4               | 12e        |
| 1988   | Team Sauber Mercedes | Sauber C9                            | Mercedes-Benz M117 5,0 L turbo V8                                  | Jochen Mass Jean-Louis Schlesser Mauro Baldi Kenny Acheson                      | 10                 | 275             | 2e         |
| 1989   | Team Sauber Mercedes | Sauber C9                            | Mercedes-Benz M119 5,0 L turbo V8                                  | Jochen Mass Jean-Louis Schlesser Mauro Baldi                                    | 8                  | 155             | Champion   |
| 1990   | Team Sauber Mercedes | Sauber C9 Mercedes-Benz C11          | Mercedes-Benz M119 5,0 L turbo V8                                  | Jochen Mass Jean-Louis Schlesser Mauro Baldi Michael Schumacher Karl Wendlinger | 5                  | 70              | Champion   |
| 1991   | Team Sauber Mercedes | Mercedes-Benz C11 Mercedes-Benz C291 | Mercedes-Benz M119 5,0 L turbo V8 Mercedes-Benz M291 3,5 L Flat-12 | Jochen Mass Jean-Louis Schlesser Michael Schumacher Karl Wendlinger             | 9                  | 67,5            | 3e         |

## Résultats aux 24 Heures du Mans
| Année | Écurie                             | Châssis            | Moteur                            | no | Pilotes                                                 | Résultat     | Tours parcourus |
| ----- | ---------------------------------- | ------------------ | --------------------------------- | -- | ------------------------------------------------------- | ------------ | --------------- |
| 1977  | P.P. Sauber AG / Fancy Racing Team | Sauber C5          | BMW 2,0 L l4                      | 21 | Eugen Strähl Peter Bernhard                             | Abandon      | 161 tours       |
| 1978  | Francy Sauber P.P. AG              | Sauber C5          | BMW 2,0 L l4                      | 23 | Marc Surer Eugen Strähl Harry Blumer                    | Non classé   | 257 tours       |
| 1981  | Würth-Lubrifilm Team Sauber        | BMW M1             | BMW M88 3,5 L l6                  | 52 | Dieter Quester Marc Surer David Deacon                  | Abandon      | 207 tours       |
| 1982  | BASF Cassetten Team GS Sport       | SHS C6             | Ford-Cosworth DFL 4,0 L V8        | 20 | Hans-Joachim Stuck Jean-Louis Schlesser Dieter Quester  | Abandon      | 76 tours        |
| 1982  | BASF Cassetten Team GS Sport       | SHS C6             | Ford-Cosworth DFL 4,0 L V8        | 19 | Walter Brun Siegfried Müller Jr.                        | Abandon      | 55 tours        |
| 1983  | Sauber Team Switzerland            | Sauber C7          | BMW M88 3,5 L l6                  | 46 | Diego Montoya Tony Garcia Albert Naon                   | 9e           | 338 tours       |
| 1985  | Sauber Racing                      | Sauber C8          | Mercedes-Benz 5,0 L turbo V8      | 61 | John Nielsen Dieter Quester Max Welti                   | Non partant  | 0 tour          |
| 1986  | Kouros Racing Team                 | Sauber C8          | Mercedes-Benz M117 5,0 L turbo V8 | 62 | Henri Pescarolo Christian Danner Dieter Quester         | Abandon      | 86 tours        |
| 1986  | Kouros Racing Team                 | Sauber C8          | Mercedes-Benz M117 5,0 L turbo V8 | 61 | John Nielsen Mike Thackwell                             | Abandon      | 61 tours        |
| 1987  | Kouros Racing Team                 | Sauber C9          | Mercedes-Benz M117 5,0 L turbo V8 | 61 | Mike Thackwell Henri Pescarolo Hideki Okada             | Abandon      | 123 tours       |
| 1987  | Kouros Racing Team                 | Sauber C9          | Mercedes-Benz M117 5,0 L turbo V8 | 62 | Chip Ganassi Johnny Dumfries Mike Thackwell             | Abandon      | 37 tours        |
| 1988  | Team Sauber Mercedes               | Sauber C9          | Mercedes-Benz M117 5,0 L turbo V8 | 61 | Mauro Baldi James Weaver Jochen Mass                    | Non partant  | 0 tour          |
| 1988  | Team Sauber Mercedes               | Sauber C9          | Mercedes-Benz M117 5,0 L turbo V8 | 62 | Klaus Niedzwiedz Kenny Acheson                          | Non partant  | 0 tour          |
| 1989  | Team Sauber Mercedes               | Sauber C9          | Mercedes-Benz M119 5,0 L turbo V8 | 63 | Jochen Mass Manuel Reuter Stanley Dickens               | Vainqueur    | 389 tours       |
| 1989  | Team Sauber Mercedes               | Sauber C9          | Mercedes-Benz M119 5,0 L turbo V8 | 61 | Mauro Baldi Kenny Acheson Gianfranco Brancatelli        | 2e           | 384 tours       |
| 1989  | Team Sauber Mercedes               | Sauber C9          | Mercedes-Benz M119 5,0 L turbo V8 | 62 | Jean-Louis Schlesser Jean-Pierre Jabouille Alain Cudini | 5e           | 384 tours       |
| 1991  | Team Sauber Mercedes               | Mercedes-Benz C11  | Mercedes-Benz M119 5,0 L turbo V8 | 31 | Karl Wendlinger Michael Schumacher Fritz Kreutzpointner | 5e           | 355 tours       |
| 1991  | Team Sauber Mercedes               | Mercedes-Benz C11  | Mercedes-Benz M119 5,0 L turbo V8 | 1  | Jean-Louis Schlesser Jochen Mass Alain Ferté            | Abandon      | 319 tours       |
| 1991  | Team Sauber Mercedes               | Mercedes-Benz C11  | Mercedes-Benz M119 5,0 L turbo V8 | 32 | Jonathan Palmer Stanley Dickens Kurt Thiim              | Abandon      | 223 tours       |
| 1991  | Team Sauber Mercedes               | Mercedes-Benz C291 | Mercedes-Benz M291 3,5 L Flat-12  | 2  | Karl Wendlinger Michael Schumacher Fritz Kreutzpointner | Non qualifié | 0 tour          |